# Schüttorf
Schüttorf ([ˈʃʏtɔʁf] ⓘ niederdeutsch: Schüttrup) ist eine Stadt im Landkreis Grafschaft Bentheim im äußersten Südwesten Niedersachsens nahe der niederländischen und der nordrhein-westfälischen Grenze. Die Stadt bildet mit fünf umliegenden Gemeinden die Samtgemeinde Schüttorf. Schüttorf ist die älteste Stadt des Landkreises. Seit dem 1. November 2011 ist Suddendorf ein Ortsteil von Schüttorf.

## Geografie

### Lage und landschaftliche Beschreibung
Schüttorf liegt im äußersten Südwesten Niedersachsens, rund zehn Kilometer von der Staatsgrenze zu den Niederlanden entfernt. Kulturlandschaftlich und naturräumlich betrachtet, liegt die Stadt im Übergangsgebiet zwischen dem Emsland und Westfalen. Die Umgebung ist ländlich geprägt. Mittelzentren in der Nähe sind unter anderem Nordhorn und Rheine.
Die Stadt wird mittig in südöstlich-nordwestlicher Richtung von dem Fluss Vechte durchquert und geteilt, der im weiteren Verlauf in die Niederlande fließt. Der höchste Punkt der Stadt befindet sich auf etwa 48 Meter über NN. Schüttorf liegt an den Ausläufern des bewaldeten Bentheimer Berges, einer bis zu 80 Höhenmeter mächtigen Sandstein-Formation aus der Kreidezeit, der westliche Ausläufer des Teutoburger Waldes. Die Stadt hat nur einen kleinen Anteil am Bentheimer Wald, insgesamt gehören rund 89 Hektar Waldfläche zum Stadtgebiet, dies sind acht Prozent der Gesamtfläche.
Nördlich der Stadt befindet sich eine ehemalige Heidelandschaft, die heute vorwiegend ackerbaulich genutzt wird. Noch vor dem Ersten Weltkrieg gab es auch im Stadtgebiet große Heideflächen. Die letzte Heide wurde 1993 in landwirtschaftliche Fläche umgewandelt. Eine Besonderheit war ein Dünenbereich aus verwehtem Flugsand. Dieser Sand wurde jedoch in der Mitte des 20. Jahrhunderts abgebaut und verwertet. Der Ortsteil um diese ehemaligen Dünen heißt heute noch im Volksmund „Marokko“ oder plattdeutsch Witten Over (das Weiße Ufer) wegen des ehemals „wüstenartigen“ Charakters der Gegend.
Es gibt relativ viele Freiflächen um die Stadt, die zum großen Teil landwirtschaftlich genutzt werden. Die Wohnflächen sind durch Einfamilienhäuser geprägt. Mit der Fertigstellung des Schüttorfer Kreuzes der Bundesautobahnen 30 und 31 wurden in den Jahren 2004 und 2005 verstärkt Gewerbe- und Industrieflächen in der Nähe des Autobahnkreuzes im Nordosten der Stadt ausgewiesen.
Nordwestlich der Stadt liegt die Flussauenlandschaft Große Maate; in diesem Niederungsbereich der Vechte befinden sich viele Tümpel, die durch Überschwemmungen immer wieder gefüllt werden. Hier gibt es viele Falter und andere Insektenarten, auch der seltene Eisvogel ist anzutreffen. Die Holmer Maate ist eine Schüttorfer Flussauenlandschaft, dort lassen sich Kiebitze und Haubentaucher beobachten. Zentrumsnah befindet sich das Naherholungsgebiet Vechteniederung, das zur Naherholung, als Überschwemmungsgebiet und Regenrückhaltebecken dient.
| Nutzung                     | Fläche in ha |
| --------------------------- | ------------ |
| Wohnfläche                  | 294          |
| Gewerbe- u. Industriefläche | 133          |
| Erholungsfläche             | 73           |
| Verkehrsfläche              | 212          |
| Landwirtschaftsfläche       | 704          |
| Waldfläche                  | 368          |
| Wasserfläche                | 58           |

### Nachbargemeinden
Die Stadt Schüttorf grenzt als Teil der Samtgemeinde Schüttorf vor allem an andere Mitgliedsgemeinden: Samern im Südosten sowie Quendorf im Nordwesten und Engden im Norden. Innerhalb der Obergrafschaft Bentheim grenzt Schüttorf im Westen an die Stadt Bad Bentheim. Im Osten bildet die Stadtgrenze gleichzeitig die Grenze zum Landkreis Emsland und stößt dort an Ahlde, einen Ortsteil der Gemeinde Emsbüren. Dort befindet sich auch, zwei Kilometer nordöstlich von Schüttorf gelegen, mit dem Heideweiher Ahlder Pool ein kleines Naturschutzgebiet.
| Quendorf 3 km     | Engden 8 km      | Emsbüren 9 km   |
| Bad Bentheim 5 km | Nachbargemeinden | Salzbergen 9 km |
| Ochtrup 13 km     | Wettringen 14 km | Samern 3 km     |

Entfernungsangaben beziehen sich auf die Luftlinie von Ortsmittelpunkt zu Ortsmittelpunkt.

### Naturräumliche Gliederung
Im Einzelnen werden nach vorwiegend geomorphologischen, geologischen und bodenkundlichen Kriterien folgende Naturräumlichen Einheiten innerhalb des Stadtgebietes unterschieden:
- D30 Dümmer Geestniederung und Ems-Hunte-Geest
  - Nordhorn-Bentheimer Sandgebiet – hier mit den Untereinheiten:
    - Nordhorn-Engdener Moor- und Sandlandschaft
    - (Mittlere) Vechteniederung/Nordhorner Niederung
- D34 Münsterländische (westfälische) Tieflandsbucht
  - Westmünsterland – hier nur mit der Untereinheit:
    - Bentheimer Wald

Die Stadt Schüttorf liegt vorwiegend auf Talsandplatten, die von der in diesem Abschnitt kaum eingesenkten Vechteniederung durchzogen werden. Diese befindet sich auf etwa 30 Metern über NN und ist 200 bis 500 Meter breit. An den Rändern wird sie durch Flussterrassen mit einer Höhe von etwa 35 m NN begrenzt. Bedingt durch die geringen Höhenunterschiede auch innerhalb des Flusstales hatte die mittlere Vechte in der Vergangenheit mäandert; dies führte zur Bildung zahlreicher Altarme. Inzwischen ist der Flusslauf in Höhe von Schüttorf begradigt worden.

### Geologie und bodenkundliche Standortbedingungen

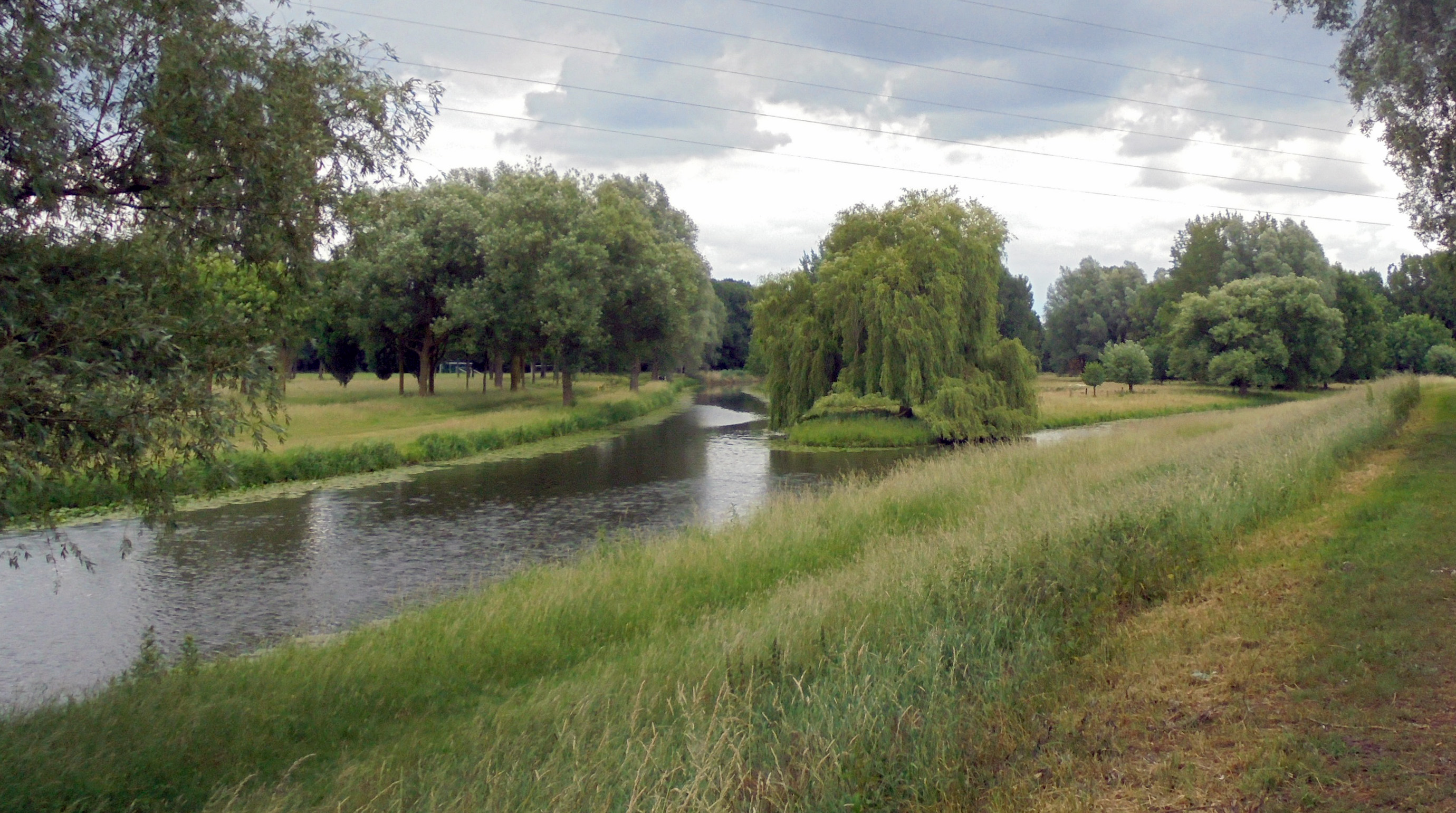
Die Vechte bei Schüttorf

Die Vechteniederung ist ein Teil des Nordhorner Gletscherzungenbeckens, das während der Saaleeiszeit von einem Gletscher ausgefüllt war. Dieser hat auch die Endmoränenrücken der Uelsener Berge und der Lingener Höhe in der heutigen Grafschaft Bentheim und im Emsland geschaffen. Im Süden fand der Gletscher sein Widerlager vor dem mesozoischen Bentheimer Kreidesandstein-Bergzug. Während der letzten Eiszeit, deren Gletscher nicht in diese Region gelangten, wurde das Zungenbecken dann mit fluviatilen Talsanden aufgefüllt; örtlich kam es zu Aufwehungen von Flugsanddünen. Innerhalb des Vechtetales lagerte der Fluss holozäne, also nacheiszeitliche Sande und Auenlehme ab.
Die überwiegend sandigen, teilweise lehmigen oder moorigen Böden der Talsandplatten und der schmalen Flussaue sind relativ karg mit Bodenwertzahlen zwischen 11 und 30. Die Ausläufer des Bentheimer Berges bestehen aus „Bentheimer Sandstein“, einem Sandstein der älteren Kreidezeit. Es handelt sich bei diesem Höhenzug um den nordwestlichsten Vorposten der mitteleuropäischen Mittelgebirgsschwelle. Oberflächennah ist er in der Regel mit Tonböden und Geschiebelehm überdeckt. Der Ton wird auch industriell genutzt, so in einer Ziegelei in Suddendorf.

### Klima
Schüttorf liegt in der gemäßigten Klimazone Mitteleuropas. Die durchschnittliche Jahrestemperatur beträgt 8,5 Grad Celsius, der mittlere Luftdruck 1015,2 Hektopascal und die mittlere jährliche Niederschlagsmenge 700 bis 800 Millimeter. Das Klima ist subatlantisch geprägt mit eher milden Wintern und mäßig warmen Sommern. In Schüttorf selbst gibt es keine eigene Beobachtungsstelle des Deutschen Wetterdienstes. Die nächste Wetterstation ist Nordhorn, wo sich die Witterung nicht nennenswert von der in Schüttorf unterscheidet.
Der Gewässerkundliche Landesdienst des Landes Niedersachsen unterhält eine Gütemessstelle in Samern; dort werden die Pegelstände und die Gewässergüte der Vechte gemessen und dokumentiert.
|                        | Jan  | Feb | Mär  | Apr  | Mai  | Jun  | Jul  | Aug  | Sep  | Okt  | Nov | Dez |   |     |
| Mittl. Temperatur (°C) | 1,4  | 1,9 | 4,7  | 8,1  | 12,3 | 15,2 | 16,7 | 16,5 | 14,1 | 10,3 | 5,3 | 2,6 | ⌀ | 9,1 |
| Mittl. Tagesmax. (°C)  | 4    | 4,9 | 8,3  | 12,7 | 17,2 | 20,3 | 21,5 | 21,4 | 18,7 | 14,1 | 8   | 4,9 | ⌀ | 13  |
| Mittl. Tagesmin. (°C)  | −1,1 | −1  | −1,2 | 3,6  | 7,4  | 10,2 | 12   | 11,6 | 9,5  | 6,5  | 2,7 | 0,3 | ⌀ | 5,1 |
|                        |      |     |      |      |      |      |      |      |      |      |     |     |   |     |
| Niederschlag (mm)      | 68   | 46  | 59   | 52   | 65   | 74   | 79   | 71   | 63   | 60   | 72  | 76  | Σ | 785 |

| −1,1 |

| −1 |

| −1,2 |

| 3,6 |

| 7,4 |

| 10,2 |

| 12 |

| 11,6 |

| 9,5 |

| 6,5 |

| 2,7 |

| 0,3 |

| −1,1 |

| −1 |

| −1,2 |

| 3,6 |

| 7,4 |

| 10,2 |

| 12 |

| 11,6 |

| 9,5 |

| 6,5 |

| 2,7 |

| 0,3 |

## Bevölkerung

Bevölkerungsentwicklung der Stadt Schüttorf (1945–1950)
Die Gesamtbevölkerung wuchs analog zur Zuwanderung von Vertriebenen.

In Schüttorf leben 12.627 Einwohner (Stand 31. Dezember 2015) auf einer Fläche von 19,44 Quadratkilometern, davon sind 50,4 % weiblich. Die Bevölkerungsdichte der Stadt beträgt 649 Einwohner pro Quadratkilometer.
40,7 % der Schüttorfer sind evangelisch-reformierte Christen, 14,9 % Lutheraner, 22,1 % Katholiken und 22 % Mitglieder keiner oder einer sonstigen Religionsgemeinschaft. In Schüttorf leben 942 Ausländer (8 %), die größte Gruppe unter diesen sind türkische Staatsbürger (448), die zweitgrößte Niederländer (187). Personen, die deutsche Staatsbürger sind, aber einen ausländischen Hintergrund haben, gibt es in Schüttorf 1894 (16,2 %). (Stand 1. Januar 2006).

### Einwohnerentwicklung
Die erste Einwohnerzahl für Schüttorf lässt sich aus einer Urkunde von Claus von Tecklenburg aus dem Jahr 1399 schätzen, in der pauschal 350 Menschen freigesprochen werden. Hieraus ist bekannt, dass Schüttorf im Jahr 1399 mindestens 52 Bürger hatte, die dort namentlich erwähnt werden, es ist allerdings unwahrscheinlich, dass es deutlich mehr waren. Bei einer durchschnittlichen Familiengröße lassen sich für diese Zeit insgesamt zwischen 200 und 250 Einwohner für die Stadt schätzen. Danach wuchs die Stadtbevölkerung, abgesehen von einem Einbruch während des Zweiten Weltkriegs, kontinuierlich an.
Es gab drei große Schübe in der Einwohnerentwicklung. Zum Ersten wurden gegen Ende des 19. Jahrhunderts, vor allem in den neunziger Jahren, während der Industriellen Revolution durch die Hochkonjunktur der Textilindustrie viele Arbeiter nach Schüttorf gelockt. Eine zweite Zuwanderungswelle erreichte Schüttorf nach dem Ende des Zweiten Weltkriegs, als etwa 2600 Vertriebene aus den ehemaligen Ostgebieten des Deutschen Reiches Schüttorf erreichten. Gegen Ende der neunziger Jahre stieg die Bevölkerung noch einmal stark, das lag vor allem in den für die Region günstigen Baulandpreisen begründet.
| Jahr | Einwohner*) |
| ---- | ----------- |
| 1399 | ~250        |
| 1532 | ~440        |
| 1788 | 963         |
| 1820 | 1.041       |
| 1830 | 1.373       |
| 1841 | 1.453       |
| 1860 | 1.703       |
| 1871 | 1.692       |
| 1875 | 1.777       |
| 1880 | 1.994       |
| 1885 | 2.655       |

| Jahr | Einwohner*) |
| ---- | ----------- |
| 1890 | 1.994       |
| 1895 | 2.655       |
| 1900 | 4.110       |
| 1905 | 4.427       |
| 1910 | 4.540       |
| 1919 | 4.269       |
| 1925 | 4.837       |
| 1939 | 5.548       |
| 1945 | 4.953       |
| 1946 | 6.769       |
| 1957 | 7.982       |

| Jahr | Einwohner |
| ---- | --------- |
| 1968 | 9.485     |
| 1969 | 9.604     |
| 1970 | 9.982     |
| 1971 | 10.036    |
| 1972 | 10.005    |
| 1973 | 9.945     |
| 1974 | 9.891     |
| 1975 | 9.833     |
| 1976 | 9.835     |
| 1977 | 9.866     |
| 1978 | 9.903     |

| Jahr | Einwohner |
| ---- | --------- |
| 1979 | 10.046    |
| 1980 | 10.119    |
| 1981 | 10.147    |
| 1982 | 10.116    |
| 1983 | 10.177    |
| 1984 | 10.242    |
| 1985 | 10.236    |
| 1986 | 10.138    |
| 1987 | 10.197    |
| 1988 | 10.243    |
| 1989 | 10.335    |

| Jahr | Einwohner |
| ---- | --------- |
| 1990 | 10.534    |
| 1991 | 10.664    |
| 1992 | 10.869    |
| 1993 | 11.221    |
| 1994 | 11.614    |
| 1995 | 11.845    |
| 1996 | 12.059    |
| 1997 | 12.208    |
| 1998 | 12.252    |
| 1999 | 12.417    |
| 2000 | 12.471    |

| Jahr | Einwohner |
| ---- | --------- |
| 2001 | 12.481    |
| 2002 | 12.514    |
| 2003 | 12.533    |
| 2004 | 12.620    |
| 2005 | 12.640    |
| 2006 | 12.651    |
| 2007 | 12.676    |
| 2008 | 12.639    |
| 2009 | 12.661    |
| 2010 | 12.607    |
| 2011 | 12.404    |

| Jahr | Einwohner |
| ---- | --------- |
| 2012 | 12.342    |
| 2013 | 12.366    |
| 2014 | 12.510    |
| 2015 | 12.627    |
| 2016 | 12.676    |
| 2017 | 12.617    |
| 2018 | 12.839    |
| 2019 | 12.876    |
| 2022 | 13.361    |

 *) Gebietsstand ohne Suddendorf

## Geschichte

### Etymologie
Die Etymologie des Namens Schüttorf ist nicht genau geklärt und verschiedenen volkstümlichen Erklärungsversuchen ausgesetzt. Die verbreitetste Erklärung bietet die Sage, dass die Vechte erst 1295 durch den Bau eines Dammes um Schüttorf geleitet wurde, bei dessen Bau die Bürger ihre Handkarren auf das Kommando Schütt’t d’r up entleert hätten. Diese Sage erklärt allerdings nur einen Anklang auf die neuzeitliche Schreibweise von Schüttorf (platt: Schüttrupp).
Die frühesten Formen des Ortsnamens Schüttorf sind Scuhtthorp, Scutorpe, Scuttorpe und Scotdorpe auf Urkunden aus dem Jahr 1154; auf einer Münzprägung aus der ersten Hälfte des 13. Jahrhunderts findet sich die Schreibweise SCOTOR(p)E.
Hermann Abels vertritt die Ansicht, dass sich der Ortsname aus dem niederländischen schut (Bretterwand, Staudamm, Schleuse) ableitet, was der volkstümlichen Deutung sehr nahe kommt, historisch aber wohl zu kurz greift, weil es die bereits gestaute Vechte bei der Entstehung des Ortsnamens voraussetzt und alle Formen von Scot- unerklärt lässt, die entsprechend vom niederdeutschen Schott (Trennwand im Stall) abgeleitet werden müssten.
Eine andere Erklärung leitet den Ortsnamen von Vechteschuten ab; eine Schute ist ein flaches Schiff mit sehr wenig Tiefgang, das verwendet wurde, um den Bentheimer Sandstein zu verschiffen. Die Vechte ist ab Schüttorf mit solchen Schuten schiffbar, und es ist bekannt, dass hier Stein verladen wurde. Diese Erklärung setzt allerdings eine intensive Flussschifffahrt bei der Ortsgründung voraus.
Eine ganz andere Deutung ist die, dass der Name Schüttorf von Scutthorpe oder Scuttrop stammt, was Schutzdorf bedeutet und der Burg Altena in der Stadt entlehnt ist. Historisch greift aber auch diese Erklärung zu kurz, da die Burg Altena nicht von Anfang an in der Stadt existierte.
Eine moderne Erklärung leitet den Ortsnamen vom plattdeutschen Scuit (Ire) ab. Der mittelalterliche Name Irlands war Scoti oder Scotti. Im gälischen gibt es zahlreiche Dialekte, die die Vokalvarianten o und u beinhalten und erklären. Zudem weisen bei Ausgrabungen um Schüttorf gefundene irische Ringkreuze und Fächerkreuze auf die Anwesenheit irischer Mönche in der Gegend hin.

### Frühgeschichte
Bei Baggerarbeiten zu einer Bahnlinie wurde in Schüttorf der Oberschenkelknochen einer Frau gefunden, dessen Alter auf etwa 2000 v. Chr. bestimmt werden konnte. Schüttorf muss also zu dieser Zeit schon besiedelt gewesen sein, ungefähr zu dieser Zeit entstanden auch die Hünengräber im benachbarten Emsbüren. Auch ein Tongefäß, das 1927 gefunden wurde, weist in dieselbe Zeit.
Schon sehr früh befand sich an der Stelle des heutigen Schüttorf eine wichtige Kreuzung zweier Handelsrouten, da die Vechte hier durch eine Furt passierbar war. An diesem Knotenpunkt befand sich ein Urhof, um den sich die Siedlung entwickelte und der als der „Alte Hof“ bis 1792 bestand.
Im 6. oder 7. Jahrhundert kamen dann Missionare von den Britischen Inseln nach Schüttorf. Bei Ausgrabungen wurden zum Beispiel irische Ringkreuze gefunden. Die Benennung des Stadtteils „Schottbrink“ in Schüttorf, die es nachweislich schon im 15. Jahrhundert gab, weist zudem auf die Anwesenheit von Iren in der Gegend hin.
Im 8. und 9. Jahrhundert wurden dann, um die Christianisierung voranzutreiben, Bauern aus dem Gebiet um Calais und Boulogne in Schüttorf angesiedelt. Noch heute tragen viele Familien in Schüttorf Namen, die von Dorfnamen in der Gegend stammen, wie zum Beispiel Hermeling von Hermelinghen, Hummert von Humbert oder Wanning von Maninghen.

### Stadtrechte

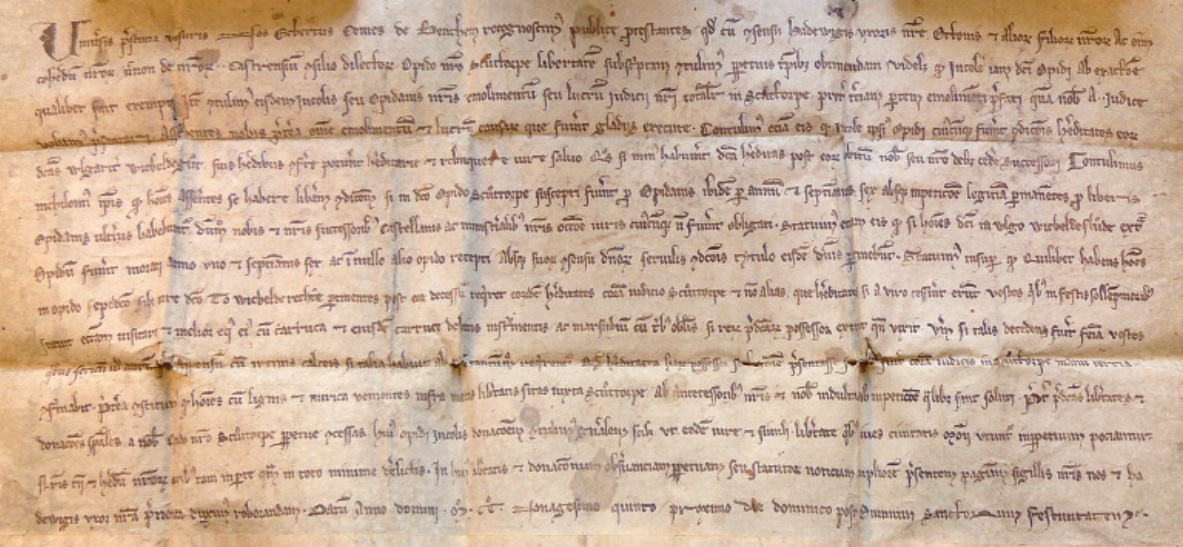
Urkunde über die Stadtrechte von 1295, verliehen durch Graf Egbert zu Bentheim

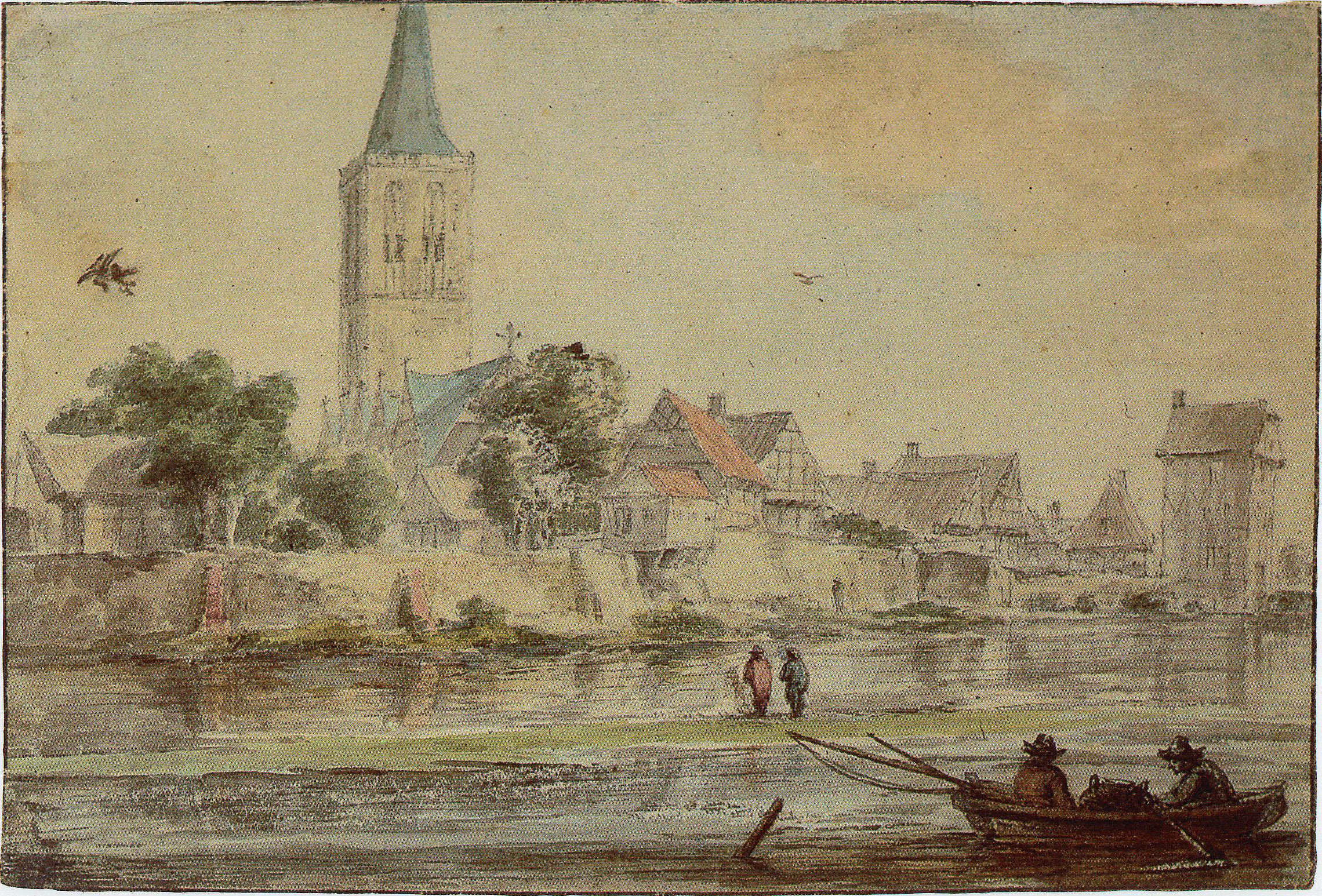
Jacob Izaaksoon van Ruisdael: Ansicht der Stadt Schüttorf von Osten, um 1650

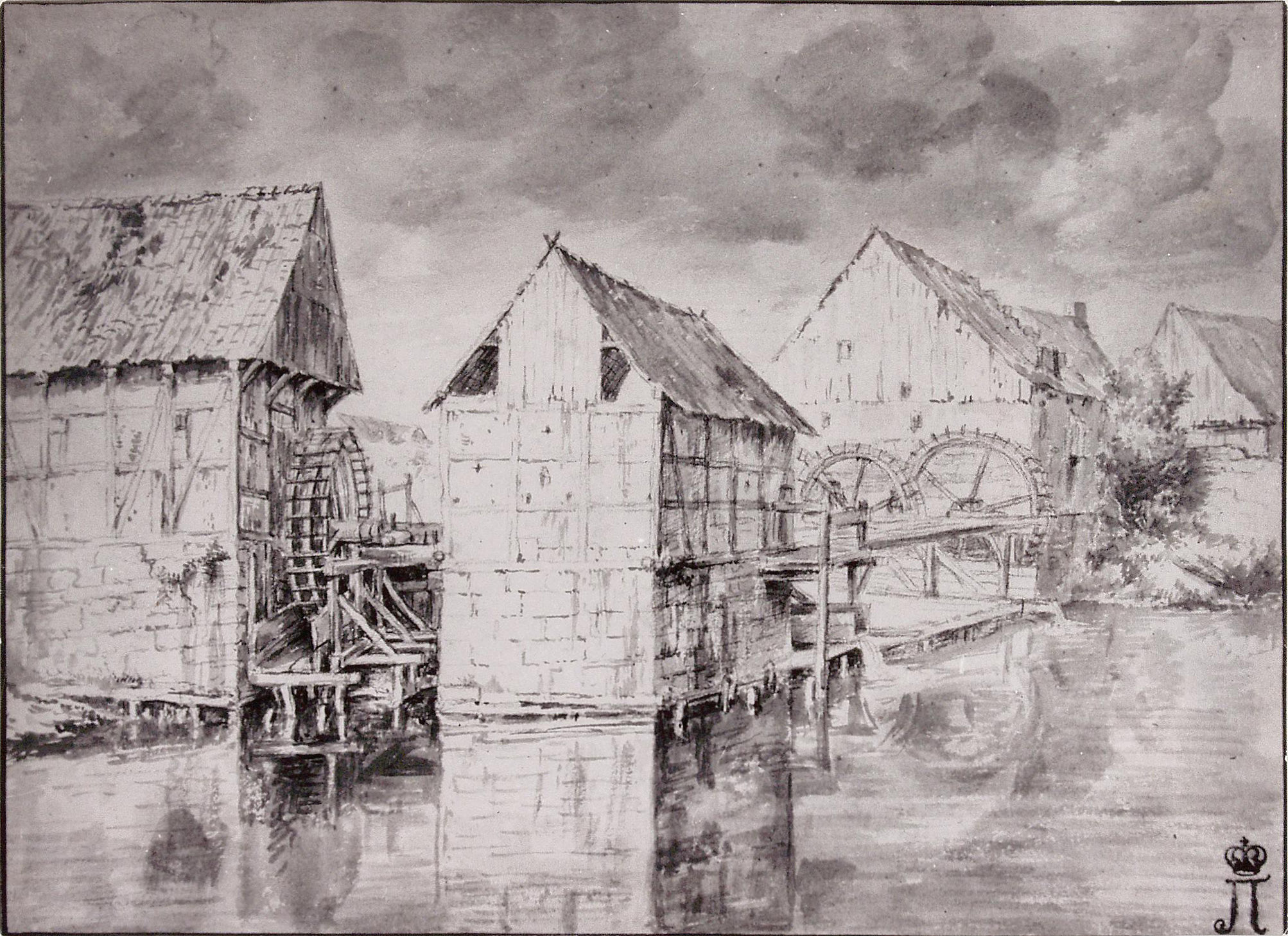
Die drei Schüttorfer Wassermühlen um 1650 von Jacob Izaaksoon van Ruisdael

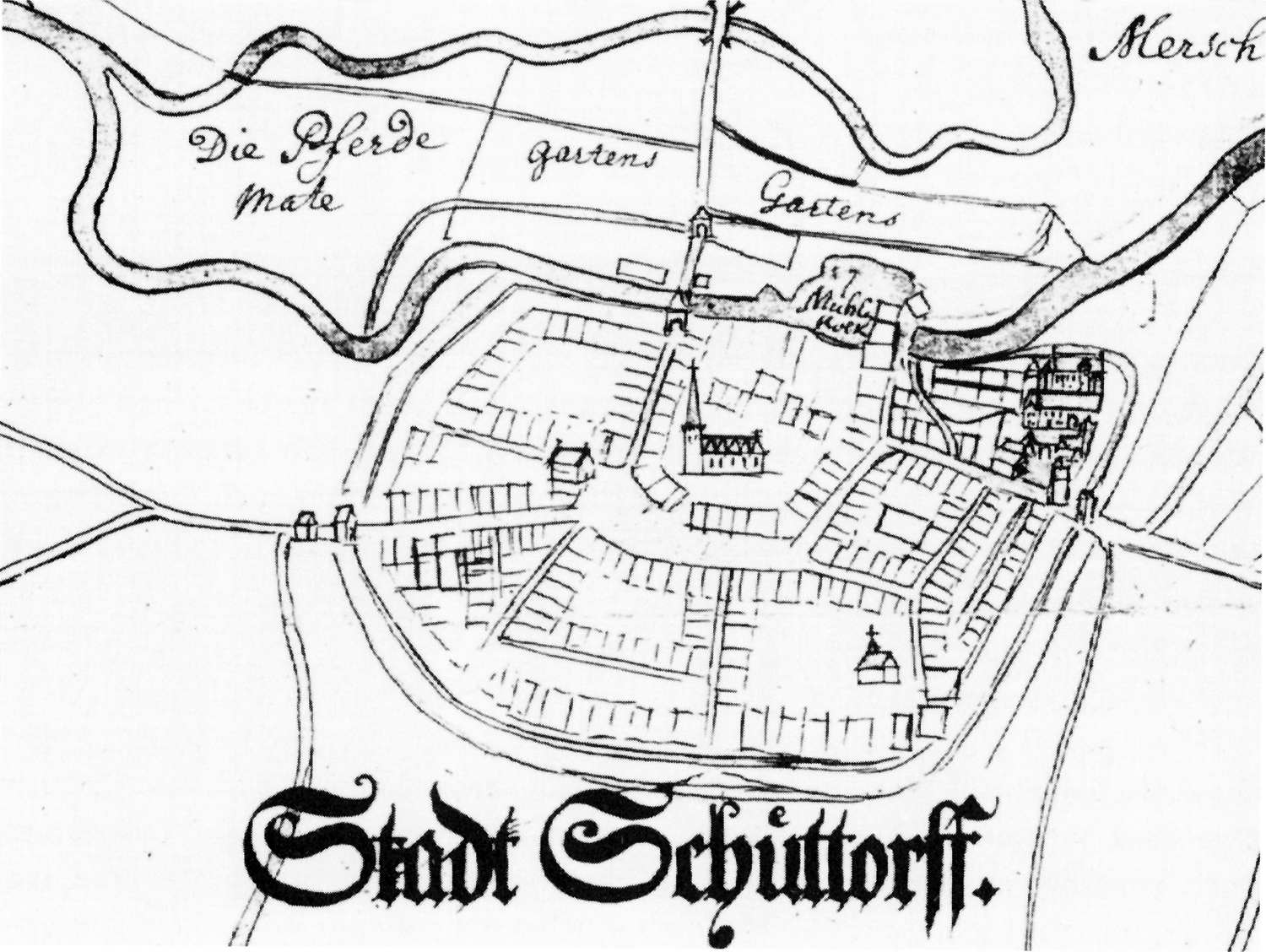
Eine Ansicht der Stadt aus dem 18. Jahrhundert

Schüttorf wurde 1154 das erste Mal urkundlich in der curtis Scutthorp als Besitz der Grafen zu Bentheim erwähnt. Die Stadtrechte wurden Schüttorf am 6. November 1295, am Sonntag nach Allerheiligen, von Graf Egbert zu Bentheim verliehen; die Urkunde hierzu ist erhalten und befindet sich im Fürstlich Bentheim'schen Archiv in Burgsteinfurt. Schüttorf ist damit die älteste Stadt der Grafschaft Bentheim. Es ist aber bekannt, dass auch vor der Gründung hier ein gräflicher Haupthof und ein kirchliches Zentrum der Obergrafschaft war. 1295 gab es in 30 km Umkreis um Schüttorf nur zwei weitere Städte: Horstmar und Oldenzaal; dies machte die junge Stadt zu einem bedeutenden Markt- und Umschlagplatz und Schüttorf wurde Mitglied der Hanse. Die Stadtrechte enthielten im Detail sechs Rechte, die den Bürgern der Stadt zugestanden wurden. Im Einzelnen waren das:
- Steuerfreiheit
- Beteiligung an Einkünften des Gerichts (2/3 aller Abgaben und Strafen)
- Freies Erbrecht
- Ersitzen der Freiheit nach einem Jahr und sechs Wochen
- Abgabenfreiheit für Händler von Holz und Torf
- alle Rechte der Bürger der Stadt Münster.

Zuzüglich zu den sechs Rechten findet sich eine große Anzahl an Sonderbestimmungen für so genannte Wicbeldeslude (Weichsbildleute), die den größten Teil der Urkunde ausmachen. Dies waren Einwohner der Stadt, die unter einem besonderen Recht standen, aber keine Bürger der Stadt waren. 1297 wurde Schüttorf im coram judico nostro Scottorpe von Graf Bernd zusätzlich eine eigene Gerichtsbarkeit zugestanden.
Die innere politische Organisation der Stadt war den Bürgern überlassen. Schnell bildete sich eine Führungsschicht aus Händlern und Handwerkern. Neue Bürger wurden stets am Petritag, dem 22. Januar, in die Stadt aufgenommen, auch alleinstehende Frauen hatten das Recht, Bürger der Stadt zu werden. Bürger hatten bis zum Jahr 1555 die Pflicht, jährlich ein Bürgergewinnungsgeld zu zahlen, diese Gebühr betrug fünf Taler, was etwa einem fetten Rind und einem Kalb entsprach. Zum Vergleich verdiente ein Maurermeister etwa sechs Schilling am Tag, er musste also etwa 3,5 Tage für einen Taler arbeiten. Alternativ war es auch möglich, ein deutlich niedrigeres Einwohnergeld zu zahlen, aus dem sich allerdings keine Bürgerrechte ableiteten; viele Einwohner wählten zunächst diese sparsamere Alternative. Um innerhalb der Mauern wohnen zu können, war aber sowohl für Bürger als auch für Einwohner ein Treueeid auf die Stadt Schüttorf Voraussetzung. Bis zum Jahr 1719 hatten alle erwachsenen Männer, die Bürger waren, das Wahlrecht zum Stadtrat, danach durften nur noch verheiratete männliche erwachsene Bürger wählen.
Im Jahr 1465 erneuerte und erweiterte Graf Everwyn zu Bentheim die Stadtrechte noch einmal; diese Urkunde ist nicht im Original erhalten, sie ging beim Rathausbrand 1945 verloren. Die neuen Stadtrechte waren in 49 Abschnitte unterteilt und auf ewig datiert. Die Stadtrechte wurden in der Folge von jedem Grafen bestätigt und auch erweitert. Ab dem Jahr 1589 allerdings verschlechterten sich die Beziehungen zwischen dem Grafenhof in Bentheim unter Graf Arnold und der Stadt. In diesem Jahr ließ der Graf den Bürgermeister der Stadt sogar für fünf Wochen einkerkern und erst nach Zahlung von 100 Goldgulden und einem Aem Wein (1 ½ Fässer) wieder frei. Die Situation spitzte sich daraufhin stetig zu. Im Jahr 1645 weigerte sich Graf Ernst Wilhelm dann, die Stadtrechte zu erneuern; er ließ stattdessen den Bürgermeister von Schüttorf für 38 Wochen einkerkern und schickte ihn anschließend in die Verbannung. Daraufhin wandten sich die Bürger an den Kaiserhof in Wien; diese Beschwerde ist dort bis heute erhalten. Ernst Wilhelm hingegen beantragte beim Reichshofrat die Cassation der Stadtrechte. Der Konflikt spitzte sich noch weiter zu, als das Grafenhaus 1668 zum Katholizismus konvertierte, Schüttorf aber reformiert blieb. Als Ernst Wilhelm im Jahr 1693 abdankte, weigerte sich die Stadt, dessen Sohn, Arnold Maruk, zu huldigen, wurde jedoch in der Folge dazu gezwungen.

### Steuern
War der Stadt Schüttorf in den Stadtrechten von 1295 noch volle Steuerfreiheit zugestanden, so heißt es in den Stadtrechten von 1465: „unse Stadt und Börger […] nicht beschwehren mitt ungewohnliche Schattinge“. Es wurden also Steuern erhoben. Zunächst wurden Steuern pro Stück Vieh berechnet, ab 1638 aber auch pro Feuerstätte. Zu Sondersteuern kam es im 15. Jahrhundert für die Hussitenkriege, im 16. Jahrhundert für die Abwendung der Türkengefahr und die Bekämpfung der Täufer. Gegen Ende des 17. Jahrhunderts mehrten sich Kriegskontributionen und es wurden sogar fremde Truppen in Schüttorf einquartiert; dies führte zu einer argen Finanznot der Stadt. Im Jahr 1682 sah sich der Graf von Bentheim sogar gezwungen, die Steuern mit Hilfe der Truppen einzuziehen.

### Stadtbefestigung

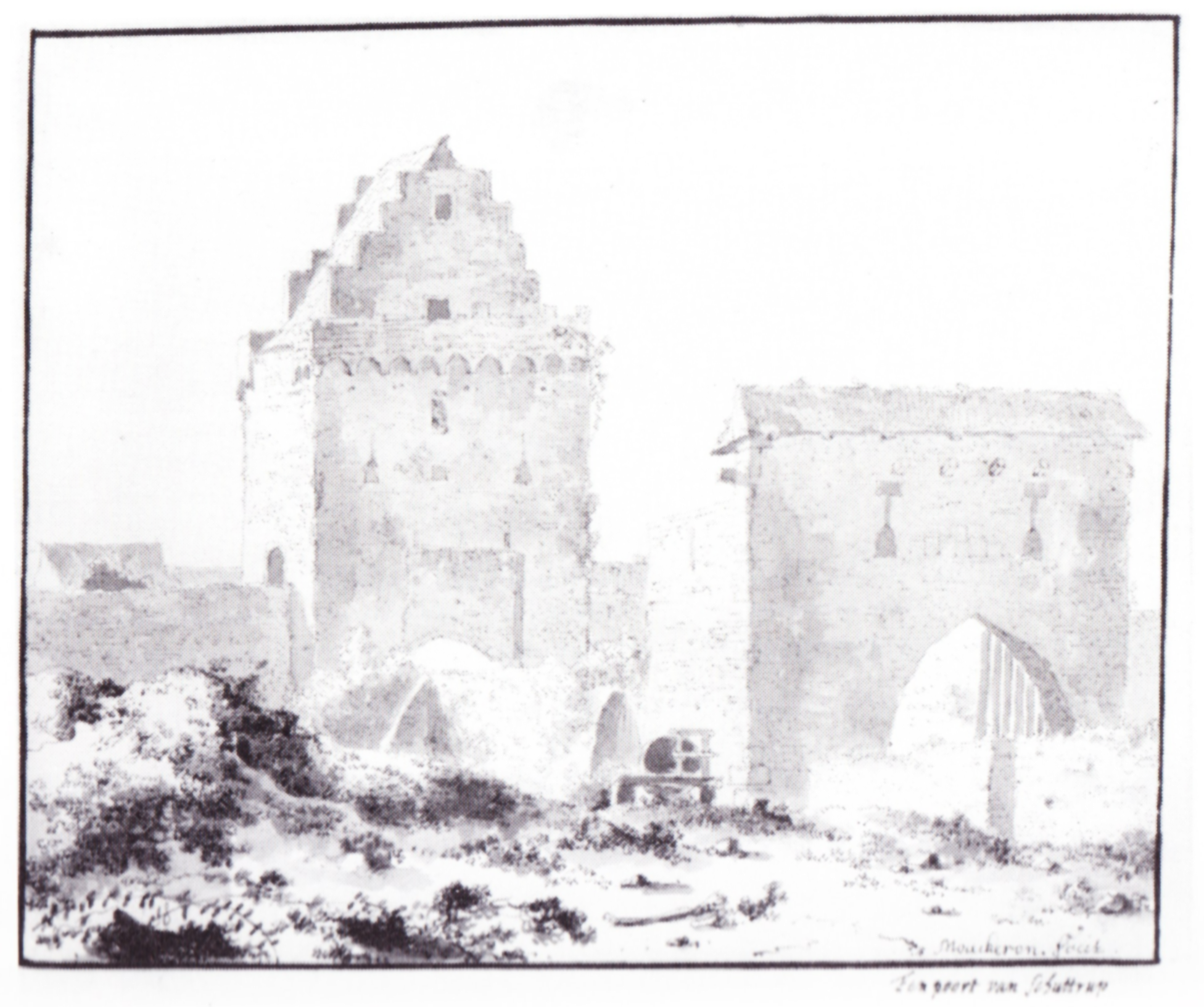
Das Föhntor auf einer Zeichnung von Frederik de Moucheron im 17. Jahrhundert

Direkt nach der Verleihung der Stadtrechte wurde damit begonnen, die Stadt zu befestigen; dazu gehörte der Bau einer insgesamt 1400 m langen Stadtmauer, die ein 15 ha großes Areal umfasste. Für den Bau der Mauer aus Bentheimer Sandstein wurden etwa 30.000 m³ Sandstein abgebaut und in Ochsenkarren herbei gefahren. Ende des 14. Jahrhunderts war Schüttorf von einem starken Verteidigungssystem umschlossen, das über drei Stadttore verfügte:
- Voeporte (1424 fertiggestellt): das Föhntor
- Steenporte (1392 fertiggestellt): das Steintor
- Wyneporte (1379 fertiggestellt): das Windtor.[6]

Teile der Stadtmauer sind im Südwesten der Altstadt erhalten.

#### Burg Altena

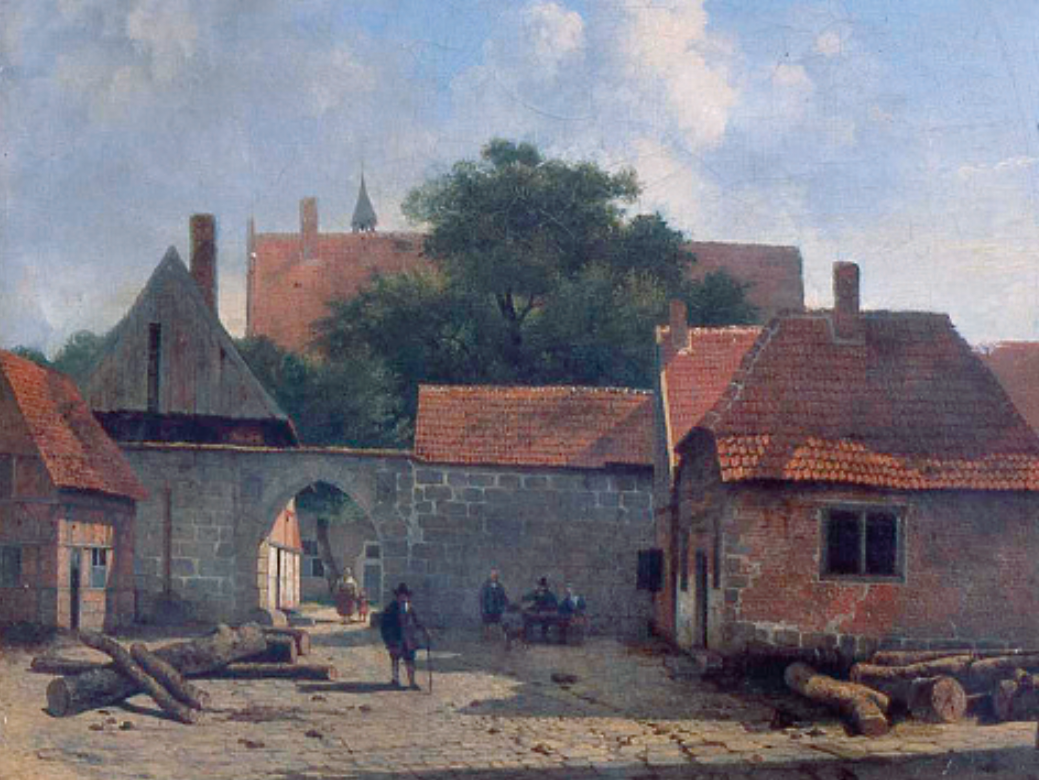
Die Vorburg der Burg Altena um 1830

Zur Befestigung der Stadt wurde auch die Burg Altena errichtet, deren ältester Teil in der ersten Hälfte des 14. Jahrhunderts fertiggestellt wurde. Dort konnten Verfolgte ein Jahr und einen Tag Asyl finden. Die Burg wurde im 15. Jahrhundert zum Witwensitz des Bentheimer Grafenhauses. Um 1565 wurde sie dann um zwei Flügel erweitert, diese waren bis 1973 erhalten. Ab dem 17. Jahrhundert geriet die Burg zunehmend in Vergessenheit und verfiel nach dem Dreißigjährigen Krieg langsam zu einer Ruine. Im 18. und 19. Jahrhundert diente der Nordflügel der katholischen Gemeinde als Kapelle. 1903 erwarb der Fabrikant Herman ten Wolde die Burg Altena, ließ deren Ruinen sprengen und renovierte den Nord- und Westflügel. Schließlich wurde sie 1973, um Platz für eine Durchgangsstraße zu schaffen, abgerissen. Heute steht auf dem Burg-Altena-Platz eine Skulptur mit dem Namen zurück-gerichtet von Werner Ratering, in Gedenken an die Burg und deren Asylrecht.

### Gilden
Im Jahr 1341 wurde die erste Schüttorfer Gilde von Graf Simon zu Bentheim anerkannt, und zwar de Schomackere Amte (Schuhmacher), das lässt darauf schließen, dass dieser Berufsstand besonders verbreitet war. 1362 erkannte Graf Otto die Gilden der Wandmacher und Schreiner an und schließlich im Jahr 1387 Graf Bernhard die Gilde der Schmiede. Im Jahr 1465, in den neuen Stadtrechten, wurden immer noch lediglich diese Gilden und keine weiteren erwähnt. Um einen der entsprechenden Berufe ausüben zu können, war es Voraussetzung, Bürger der Stadt Schüttorf zu sein und die entsprechende Gilde gewonnen zu haben (Zunftzwang), dies war mit erheblichen materiellen Leistungen verbunden.
Es wurde bereits früh Wohlfahrt in Schüttorf betrieben. Die Heilige-Geist-Stiftung wird urkundlich erstmals 1379 erwähnt, als Graf Bernhard der Stiftung kostenlos ein Gelände zum Bau eines Armenhauses überließ. Die Stiftung versorgte arme und alte Bürger mit Kleidung, ab dem Jahr 1384 erhielten Bedürftige darüber hinaus eine jährliche Rente von vier Schilling. Die Heilige-Geist-Stiftung existiert auch heute noch und befindet sich im Besitz der Stadt. Sie wird von ehrenamtlichen Geistprovisoren gelenkt, ihren Aufgabenbereich hat sie auch auf die Förderung der Jugend erweitert.

### Munizipalität und Gemeinde

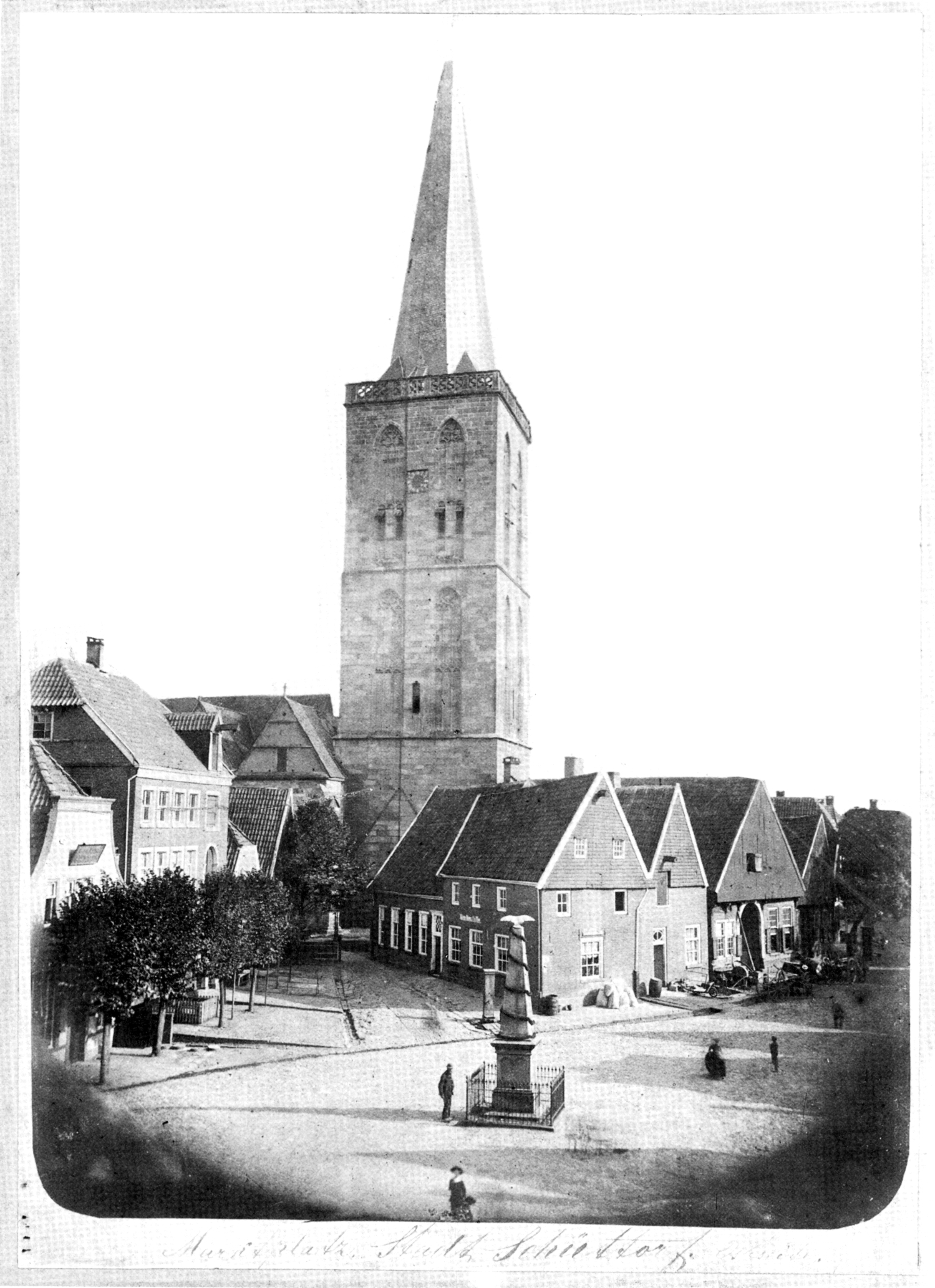
Der Schüttorfer Marktplatz mit ev.-ref. Kirche 1880

Während der Koalitionskriege hatte der französische Außenminister Charles-Maurice de Talleyrand dem Grafen zu Bentheim seine Neutralität garantiert, die wurde von Napoléon Bonaparte allerdings ignoriert und er schlug die Grafschaft am 12. Juni 1806 dem Herzogtum Berg zu. Es folgten sofort deutliche Eingriffe in die Schüttorfer Gerichtsbarkeit und in die anstehende Wahl des Rats. Am 7. März 1809 entzog der Minister des Innern Schüttorf die Stadtrechte und schuf stattdessen die Munizipalität Schüttorf aus der Stadt selbst und den umliegenden Gemeinden Quendorf, Wengsel, Suddendorf und Neerlage. Gleichzeitig wurde eine Volkszählung anberaumt, die für die Stadt 1040 Einwohner, für die Munizipalität 2140 ergab. Im Jahr 1810 wurde die Munizipalität dann nochmals vergrößert und ihr wurden die Gemeinden Salzbergen, Hummeldorf und Steide zugeschlagen. In die Zeit Napoleons fällt auch das Ende der Leibeigenschaft in der Region. In einer Verfügung über die „Aufhebung der Leibeigenschaft im Großherzogtum Berg“, gegeben am 12. Dezember 1808 im kaiserlichen Lager zu Madrid, ordnete Napoleon an, dass auch die Colonen und Leibeigenen alle bürgerlichen Rechte erhalten sollen. Im Jahr 1813 wurden die Franzosen dann vertrieben und Schüttorf 1815 in das Königreich Hannover eingegliedert. Alle französischen Gesetze wurden pauschal für ungültig erklärt, die Rückkehr zu den alten Strukturen gestaltete sich aber als schwierig.
Am 15. Mai 1851 erreichte die Stadt Schüttorf eine Aufforderung der Landdrostei Osnabrück, sich der neuen hannoverschen Städteordnung zu unterlegen. Diese forderte von einer Stadt jedoch einen hauptamtlichen Bürgermeister und eine städtische Polizei, dies konnte sich Schüttorf nicht leisten. So wurde Schüttorf am 18. September 1852 der hannoverschen Landgemeindeordnung – und damit auch einem königlichen Amt – unterstellt. Der spätere Bürgermeister Scheurmann nannte dies ein dunkles Kapitel in der Schüttorfer Stadtgeschichte. Auch die Annexion Hannovers durch Preußen und die Reichsgründung 1871 änderten nichts am Status Schüttorfs als Gemeinde.

### Entstehung der Industrie

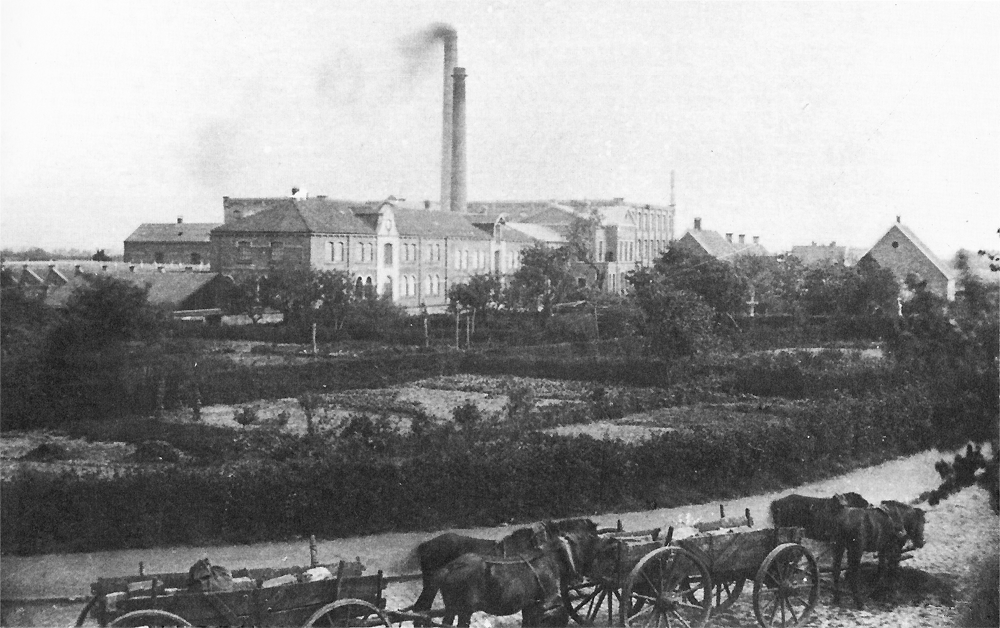
Die Textilfabrik Schlikker & Söhne 1890

Der Hafermarkt im Jahr 1905

Die entscheidende Rolle bei der Industrialisierung Schüttorfs spielte die Textilindustrie. Dies liegt zum einen daran, dass die Herstellung von Textilien aus Leinen auf Handwebstühlen hier schon seit Jahrhunderten betrieben wurde und zum anderen daran, dass die bäuerlichen Kleinbetriebe auf diesen Zuverdienst angewiesen waren. Im 17. Jahrhundert waren viele Schüttorfer jedes Jahr in die reicheren Niederlande gegangen, um durch Torfstechen, Mähen oder den Verkauf von Waren ihre wirtschaftliche Situation zu verbessern. Mit der Verschlechterung der wirtschaftlichen Verhältnisse in den Niederlanden zu Beginn des 19. Jahrhunderts schwand diese Einkommensquelle aber. Einen Ausweg bot die Intensivierung der Heimweberei. Um 1850 beschäftigte die Familie Schlikker bereits 400 Handweber, einige Jahre später wurde das erste Fabrikgebäude errichtet. 1865 folgte eine Färberei der Familie Schümer. 1867 ging die erste mechanisch betriebene Baumwollweberei von Schlikker und Söhne in Betrieb, 1881 eine Baumwollspinnerei.

### Erster Weltkrieg und Rückkehr zur Stadt

Verwundete Soldaten vor dem Annaheim im November 1914

Der Erste Weltkrieg führte zu einem Stillstand der Textilindustrie, die sich inzwischen zum wichtigsten Wirtschaftszweig der Stadt entwickelt hatte, da keine Rohstoffe mehr geliefert wurden. Nur ein Betrieb konnte durch die Produktion von kriegswichtigen Uniformen der Schließung entgehen. Dies führte zu einer extrem hohen Arbeitslosigkeit. Die Gemeinde beschloss aus diesem Grund auf eigene Kosten die Urbarmachung der Schüttorf umgebenden Heide, um den Menschen so eine Perspektive zu geben. Dies führte allerdings zu einer starken Belastung der Stadtkasse. Durch die hohe Inflation war Schüttorf gezwungen, Notgeld und Brotmarken herauszugeben.
Nach dem Krieg beschloss die Gemeinde 1924, einen hauptamtlichen Bürgermeister zu bestellen, um so den ersten Schritt Richtung Rückkehr zu den Stadtrechten zu machen. Am 28. Februar 1924 wurde der Berliner Franz Scheurmann zum ersten hauptamtlichen Bürgermeister von Schüttorf bestellt. Am 15. Juni 1924 erging der Beschluss, dass Schüttorf mit Wirkung vom 1. Juli zur städtischen Verfassung übertrete; ab diesem Tag unterhielt Schüttorf auch eine eigene Polizei. Am 1. Oktober 1924 gründete die Stadt eine Stadtsparkasse, um nach der Inflation den Sparwillen der Bürger zu fördern.

### Zeit des Nationalsozialismus
Im Oktober 1942 wurde Bürgermeister Scheurmann wegen Differenzen mit dem örtlichen NSDAP-Führer Arnold Horstmeier und dem NSDAP-Kreisleiter Josef Ständer des Amtes enthoben. Zu seinem Nachfolger wurde NS-Ortsgruppenleiter Arnold Horstmeier ernannt, der über Scheurmann ein Rede- und Aufenthaltsverbot für Schüttorf verhängte.
In Schüttorf gab es vor der Zeit des Nationalsozialismus drei jüdische Familien; zwei flohen und eine wurde verschleppt.
Während der alliierten Bombenangriffe auf Deutschland wurde Schüttorf immer wieder von Bomben getroffen, die die alliierten Flieger bei der Bombardierung ihrer eigentlichen Ziele nicht aufgebraucht hatten und auf dem Rückflug abwarfen. Am 3. April 1945, nach der Einnahme von Bad Bentheim, vermuteten die Alliierten, dass sich in Schüttorf starke deutsche Kräfte verschanzt hätten und beschossen die Stadt massiv mit Artillerie, zusätzlich warfen Kampfflugzeuge Phosphorbrandbomben ab. Dadurch wurden 15 Häuser völlig zerstört, 25 Wohngebäude schwer und rund 600 leicht beschädigt. Die in Schüttorf stationierten deutschen Fallschirmjäger hatten sich allerdings bereits nach Lingen zurückgezogen und dabei sämtliche Vechtebrücken gesprengt sowie die Strom- und Fernsprechleitungen unbrauchbar gemacht. Am 4. April 1945 wurde das Rathaus von einer Fliegerbombe getroffen. Hierbei verbrannten das Stadtarchiv und zahlreiche Geschichtszeugnisse. Einen Tag später wurde Schüttorf von britischen Truppen eingenommen. Insgesamt zählte Schüttorf im Zweiten Weltkrieg 222 Gefallene, acht Zivilpersonen starben bei Bombenabwürfen und Artilleriebeschuss und 114 Einwohner gelten als vermisst.
Die britische Militärregierung setzte noch im April 1945 Bernhard Verwold zum ehrenamtlichen Bürgermeister ein, bis die Bürger sich wieder selbst einen Bürgermeister wählen konnten. Diese wählten am 25. Januar 1946 wieder den späteren Ehrenbürger Franz Scheurmann zu ihrem Bürgermeister, dem 1960 das Bundesverdienstkreuz verliehen wurde.
Ein Gegner der Nationalsozialisten war Friedrich Middendorff, der 1926 zum Pastor der evangelisch-reformierten Gemeinde in Schüttorf berufen wurde. Am 18. April 1937 sangen mehrere hundert Schüttorfer den Pastor nach einer Verhaftung frei, indem sie sich vor dem Rathaus versammelten und bis zur Freilassung stundenlang Choräle sangen. Er floh 1937, seine Familie 1938 und kehrte erst nach dem Krieg 1946 nach Schüttorf zurück. Nach ihm ist in Schüttorf der Friedrich-Middendorff-Platz benannt.

## Religionen

### Religionsgeschichte
Im Jahr 1209 wird erstmals eine dem Heiligen Laurentius geweihte Kirche in Schüttorf urkundlich erwähnt. 1544 konvertierte Graf Arnold zu den lutherischen Lehren, und mit ihm die gesamte Grafschaft. 1588 wurde die Grafschaft dann evangelisch-reformiert und damit calvinistisch. Auch heute ist die Mehrheit der Schüttorfer evangelisch-reformiert. Von 1598 bis 1599 war Schüttorf jedoch von spanischen Truppen besetzt und das Abhalten des reformierten Gottesdienstes bei Strafe verboten. 1629 wurde in Schüttorf ein Nonnenkloster gegründet. Dieses Kloster stand zuerst unter der Obhut der Beginen, wurde aber später den Augustinerinnen übergeben. 1843 wurde dieses Kloster abgerissen.

### Sakralbauten
Schüttorf verfügt über insgesamt sechs Gotteshäuser. Des Weiteren besitzt Schüttorf neben einem evangelischen und einem katholischen auch einen alten jüdischen Friedhof.

#### Evangelisch-reformierte Kirche

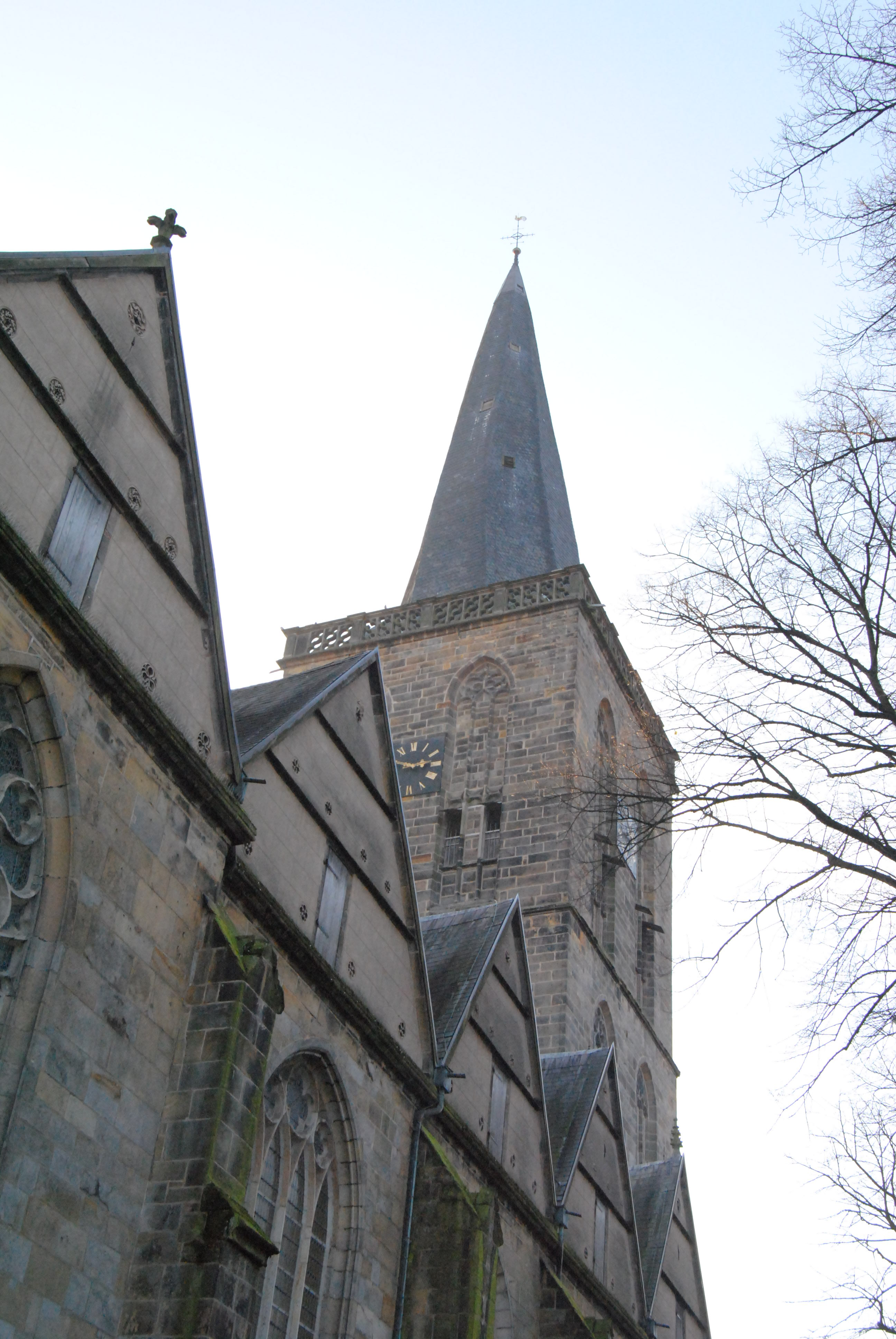
Reformierte Kirche der Stadt Schüttorf

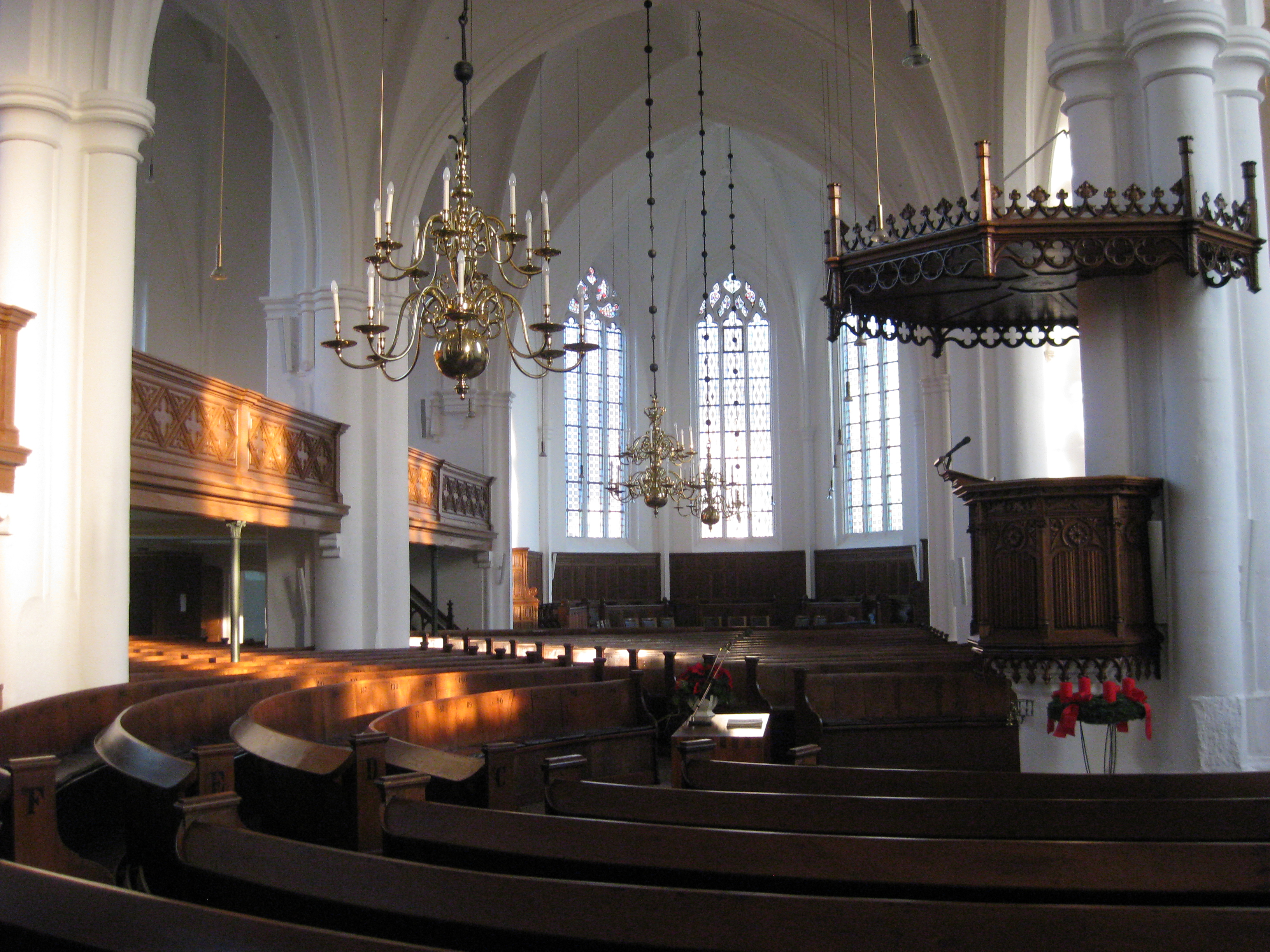
Innenansicht der reformierten Kirche mit kreisrund angeordnetem Gestühl

Am auffälligsten ist die evangelisch-reformierte Kirche St. Laurentius, die auch große Kirche oder auch Schüttorfer Riese genannt wird. Diese Kirche ist eine im gotischen Stil erbaute dreischiffige Hallenkirche von vier Jochen mit Querschiff und polygonalem Chor und diente früher auch als die Grabstätte der Grafen Bentheims. Die Kirche wurde nach ihrer Errichtung zunächst als römisch-katholisches Gotteshaus genutzt. Dabei erhielt sie das Patrozinium des Heiligen Laurentius. Mit dem Wechsel der Konfessionen des Grafen im Jahr 1544 zur evangelisch-lutherischen und 1588 zur evangelisch-reformierten Glaubensrichtung, änderte sich auch die Nutzung des Gotteshauses.
Das Kirchenschiff wurde in Etappen gebaut, der älteste Teil stammt wohl aus dem Jahr 1355 und besteht aus einem einschiffigen, kreuzförmigen Gebäude mit dem heutigen vierten Joch als Vierung und der heutigen Vierung als Chor, sowie dem zweiten und dritten Joch und den Seitenschiffen des vierten Jochs. Der Turm stand an der Stelle, wo heute das erste Joch ist. Im nördlichen Seitenschiff des vierten Jochs befindet sich eine Seccomalerei aus dem 14. Jahrhundert. Nach und nach wurden die Joche mit Seitenschiffen erweitert, das Kirchenschiff wurde wohl erst nach Fertigstellung des Turms mit diesem verbunden.
Die Kirche ist insgesamt 54 m lang und 19 m breit. Der Turm ist 81,17 m hoch und von ganz Schüttorf aus zu sehen. Diese Kirche wurde erstmals 1355 urkundlich erwähnt, als ein Ablassbrief zum Bau der Kirche verkauft wurde, und 1390 erweitert. Mit dem Bau des Chores des heutigen Gebäudes wurde am Dienstag nach Fronleichnam des Jahres 1477 angefangen, fertiggestellt war er am Abend des 24. Dezember 1478. Mit dem Bau des Kirchenschiffs wurde 1500 begonnen, der quadratische Westturm wurde bis 1535 erbaut und verfügt über einen achtseitigen Pyramidenhelm. Er brannte aber sechsmal (1684, 1703, 1799, 1817 (zweimal innerhalb von zwei Tagen) und 1889) infolge von Blitzschlag ab. Eine Legende besagt, dass der letzte Brand des Turmes am 8. Februar 1889 mit Milch gelöscht wurde, die sich in der Hitze des Feuers verkrustete und die Feuersbrunst erstickte. Die ursprünglichen Glocken für den Turm stammen aus den Jahren 1502 und 1772, im Jahr 1917 mussten diese Glocken aber zum Einschmelzen für die Kriegsproduktion abgeliefert werden. Heute hängen sechs Glocken im Turm, darunter eine alte Brandglocke aus dem Jahr 1435, die 1917 verschont wurde. Die Orgel der großen Kirche ist ein zweimanualiges Instrument mit Zinn-Pfeifen. Sie wurde 1963 von dem Schweizer Orgelbaubetrieb Th. Kuhn gebaut.

#### Römisch-katholische Marienkirche

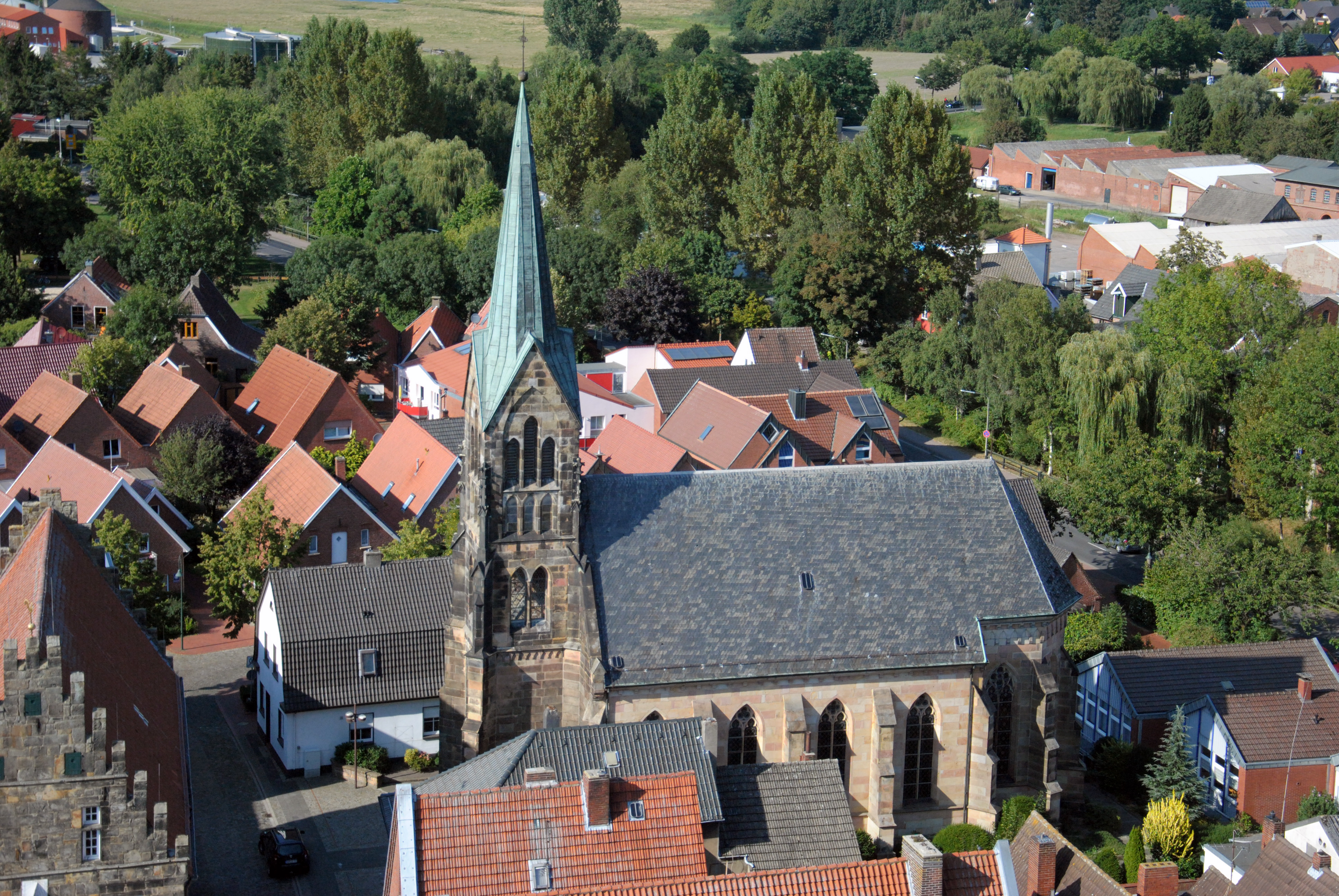
Die Marienkirche

Die katholische Marienkirche befindet sich direkt neben dem historischen Rathaus. An der Ostmauer des Chores ist die Grundsteinlegung datiert: ANNO/MDCCLXVII (1867). Das Gebäude wurde 1868 fertiggestellt und ist einschließlich des Turmes 26,33 m lang. Die Kirche enthält eine Sandsteinmadonna aus dem späten 16. Jahrhundert. Vor der Fertigstellung mussten sich die Schüttorfer Katholiken seit Beginn des 18. Jahrhunderts mit der Kapelle der Burg Altena behelfen.

#### Weitere Kirchen
Nach dem Zweiten Weltkrieg kam erst eine neuapostolische Kirche und 1955 die lutherische Kirche hinzu. Die lutherische Kirche heißt seit 1992 Christophorus-Kirche.
Seit 2004 gibt es auch ein Gotteshaus der Freien Christengemeinde.

#### Moschee
Im Jahre Jahr 1992 wurde in einer alten Werkstatt am Hessenweg eine kleine Moschee die DITIB Türkisch-Islamische Gemeinde zu Schüttorf e. V. gegründet. Der Gemeinde gehören 123 Mitglieder an. (Stand: 2008) Sie dient kulturellen und religiösen Zwecken der in Schüttorf lebenden Türken und Muslime.

## Politik

### Samtgemeinde
Als 1946 Niedersachsen gegründet wurde, gehörte fortan auch Schüttorf zu diesem Bundesland. Am 14. Dezember 1970 wurde die Samtgemeinde Schüttorf gegründet. Diese bestand zunächst aus neun Gemeinden, der Stadt Schüttorf selbst und den Gemeinden Engden, Drievorden, Neerlage, Wengsel, Ohne, Quendorf, Samern und Suddendorf. Am 1. März 1974 wurden die Gemeinden Engden und Drievorden zur Gemeinde Engden und die Gemeinden Neerlage und Wengsel zur Gemeinde Isterberg zusammengefasst, so dass die Samtgemeinde noch aus sieben Gemeinden bestand. Am 1. November 2011 wurde die Gemeinde Suddendorf in die Stadt Schüttorf eingemeindet, so dass sich die Anzahl der Mitgliedsgemeinden auf nunmehr sechs verringerte.
Aufgaben der Samtgemeinde sind gemeinsame Planungsaufgaben wahrzunehmen, den Fremdenverkehr zu fördern und die Beseitigung von Abwasser und Müll zu übernehmen. Des Weiteren fallen die Erwachsenenbildung, die Förderung und Schaffung kultureller Einrichtungen und das Personenstandswesen in ihren Aufgabenbereich. Die Samtgemeinde wird vom Samtgemeinderat, dem Samtgemeindeausschuss und dem Samtgemeindebürgermeister verwaltet und verfügt über ein eigenes Siegel.
Die Schüttorfer Politik untergliedert sich in die Verwaltung der Samtgemeinde und die der Stadt selbst, so gibt es sowohl einen Samtgemeinderat, als auch einen Stadtrat von Schüttorf. Zudem gibt es einen Samtgemeindebürgermeister und einen Bürgermeister der Stadt, auch jede der anderen fünf Gemeinden der Samtgemeinde besitzt einen eigenen Bürgermeister. Dem Bürgermeisteramt steht noch ein nicht vom Volk gewählter Stadtdirektor zur Seite.
- SPD: 10
- Grüne: 6
- FDP: 2
- CDU: 11
- SL: 1
- AfD: 1

### Stadtrat
Der Rat der Stadt Schüttorf hat 31 Mitglieder. Für eine Stadt mit einer Einwohnerzahl zwischen 12.001 und 15.000 Einwohnern und als Teil einer Samtgemeinde ist dies die festgelegte Anzahl. Die 31 Ratsmitglieder werden durch eine Kommunalwahl für jeweils fünf Jahre gewählt. Die aktuelle Amtszeit begann am 15. November 2021 und endet am 31. Oktober 2026.
Nach der Kommunalwahl am 12. September 2021 führte das Ergebnis zu folgender Sitzverteilung im Stadtrat:
| Parteien und Wählergemeinschaften                                                                                | Parteien und Wählergemeinschaften                   | Stimmenanteil | Sitze |
| --- | --------------------------------------------------- | ------------- | ----- |
| CDU | Christlich Demokratische Union Deutschlands         | 35,48 %       | 110   |
| SPD | Sozialdemokratische Partei Deutschlands             | 33,28 %       | 100   |
| Grüne | Bündnis 90/Die Grünen                               | 16,28 %       | 5     |
| FDP | Freie Demokratische Partei                          | 04,56 %       | 2     |
| SL | Schüttorfer Liste                                   | 04,18 %       | 1     |
| AfD | Alternative für Deutschland                         | 04,12 %       | 1     |
| Linke | Die Linke                                           | 02,09 %       | 01*   |
| Gesamt (unter Vernachlässigung von Rundungsfehlern)                                                              | Gesamt (unter Vernachlässigung von Rundungsfehlern) | 100 %         | 31    |
| Wahlbeteiligung = 54,23 %                                                                                        |                                                     |               |       |
| * Der Kandidat von Die Linke trat nach den Wahlen aus seiner Partei aus und schloss sich der Grünen-Fraktion an. |                                                     |               |       |

Im Stadtrat der Stadt Schüttorf hatte die SPD traditionell die Mehrheit; seit der Gründung einer Unabhängigen Wählergemeinschaft im September 1968 konnte die SPD allerdings nicht mehr die absolute Mehrheit erringen. Von 2006 bis 2016 wurde Schüttorf von einer Jamaika-Koalition regiert. Von 2016 bis 2021 stellte eine Koalition von CDU und der Wählergemeinschaft Schüttorfer Liste die Mehrheit im Stadtrat. Seit konstituierenden Sitzung nach den letzten Wahlen am 12. September 2021 bildet eine Gruppe aus CDU und Grünen die Mehrheitsgruppe.

### Bürgermeister
Am 28. Februar 1924 wurde der Berliner Franz Scheurmann zum ersten hauptamtlichen Bürgermeister der Stadt Schüttorf bestellt. Im Oktober 1942 wurde er jedoch wegen schwerer Differenzen mit dem örtlichen NSDAP-Führer Arnold Horstmeier und dem NSDAP-Kreisleiter Josef Ständer aus dem Amt enthoben. Zu seinem Nachfolger wurde NS-Ortsgruppenleiter Arnold Horstmeier ernannt, nach dem Zweiten Weltkrieg setzte die britische Militärregierung im April 1945 Bernhard Verwold als ehrenamtlichen Bürgermeister ein. Als erster hauptamtlicher Bürgermeister nach dem Zweiten Weltkrieg wurde am 25. Januar 1946 wieder Scheurmann gewählt, sein Nachfolger wurde 1949 bis 1952 Johann Wenning (SPD), der wiederum von 1952 bis Oktober 1956 von Scheurmann (CDU) abgelöst wurde. 1956 bis 1972 war dann wieder Johann Wenning Bürgermeister. Am 16. November 1972 wurde Hermann Brinkmann (SPD) gewählt, der 16 Jahre lang die Geschicke der Stadt lenkte, bis er am 16. Januar 1989 von Karl-Heinrich Dreyer (SPD) abgelöst wurde, der 17 Jahre bis zum 8. November 2006 ehrenamtlicher Bürgermeister der Stadt war. Zu seiner Ablösung wurde er zum Ehrenbürgermeister der Stadt erklärt und erhielt kurz darauf das Bundesverdienstkreuz für seine Leistungen verliehen. Sein Nachfolger war bis November 2016 Thomas M. Hamerlik (CDU). Bürgermeister ist seit November 2016 Jörn Tüchter (CDU).
| Bürgermeister                 | Zeitraum                                                                                  |
| ----------------------------- | ----------------------------------------------------------------------------------------- |
| Franz Scheurmann (später CDU) | 28. Februar 1924 – Oktober 1942 15. Februar 1946 – 14. September 1946 1952 – Oktober 1956 |
| Arnold Horstmeier (NSDAP)     | Oktober 1942 – April 1945 (Von der NSDAP-Kreisleitung eingesetzt)                         |
| Bernhard Verwold              | April 1945 – 25. Januar 1946 (Von der britischen Militärregierung eingesetzt)             |
| Erich Kortmann                | 1946–1949                                                                                 |
| Johann Wenning (SPD)          | 5. Januar 1949–1952 Oktober 1956 – 16. Oktober 1972                                       |
| Hermann Brinkmann (SPD)       | 16. November 1972 – 14. November 1988                                                     |
| Karl-Heinz Dreyer (SPD)       | 16. Januar 1989 – 8. November 2006                                                        |
| Thomas Michael Hamerlik (CDU) | 8. November 2006 – 7. November 2016                                                       |
| Jörn Tüchter (CDU)            | seit 7. November 2016                                                                     |

### Wappen
Das Wappen der Stadt Schüttorf entstand vermutlich unmittelbar nach Erhebung des Ortes in den Rang einer Stadt. Das Stadtprivileg erwähnt kein Siegel oder Wappen, somit hat der Stadtherr den Bürgern die Entscheidung über ein Wappen überlassen. Die älteste erhaltene Urkunde, die das Wappen der Stadt Schüttorf als Siegel aufweist, stammt aus dem Jahr 1315.
Das Wappen zeigt ein stilisiertes Stadttor mit zwei Türmen, zwischen denen sich das Wappen der Grafschaft Bentheim befindet. Das aktuell genutzte Wappen ist einem Siegelabdruck einer Urkunde aus dem Jahr 1379 nachgeahmt. Es ist jedoch keines der Stadttore der Stadt Schüttorf umgesetzt (das Wappen ist auch älter als die Stadttore), sondern das Wappen soll nur symbolisch den Begriff Stadt umsetzen.

### Flagge
Die Farben der Stadt sind rot-gold (gelb). Die Flagge der Stadt ist längsgeteilt rot-gold und trägt in der Mitte das Wappen der Stadt in den Originalfarben.

### Städtepartnerschaften
Schüttorf unterhielt bis 2005 eine Städtepartnerschaft mit Vriezenveen (Twenterand) in den Niederlanden, Region Twente. Diese Städtepartnerschaft war Teil des EUREGIO-Programms, eines Kommunalverbands, dem circa 140 deutsche und niederländische Städte, Gemeinden oder Kreise angehören. Der EUREGIO-Verband bemüht sich dabei um einen grenzüberschreitenden Ausbau der Wirtschaftsbeziehungen, um den Kulturaustausch und um deutsch-niederländische Schulkontakte. 2005 kündigte Vriezenveen die Städtepartnerschaft, Schüttorf blieb aber Teil des EUREGIO. Niederländisch ist in der Schüttorfer Oberschule Wahlpflichtfach.

## Infrastruktur und Wirtschaft

### Verkehr

#### Luftverkehr
Schüttorf ist circa 50 Autominuten entfernt vom internationalen Flughafen Münster/Osnabrück in Greven. Der regionale Flugplatz Nordhorn-Lingen befindet sich etwa 20 Autominuten entfernt.

#### Schienenverkehr

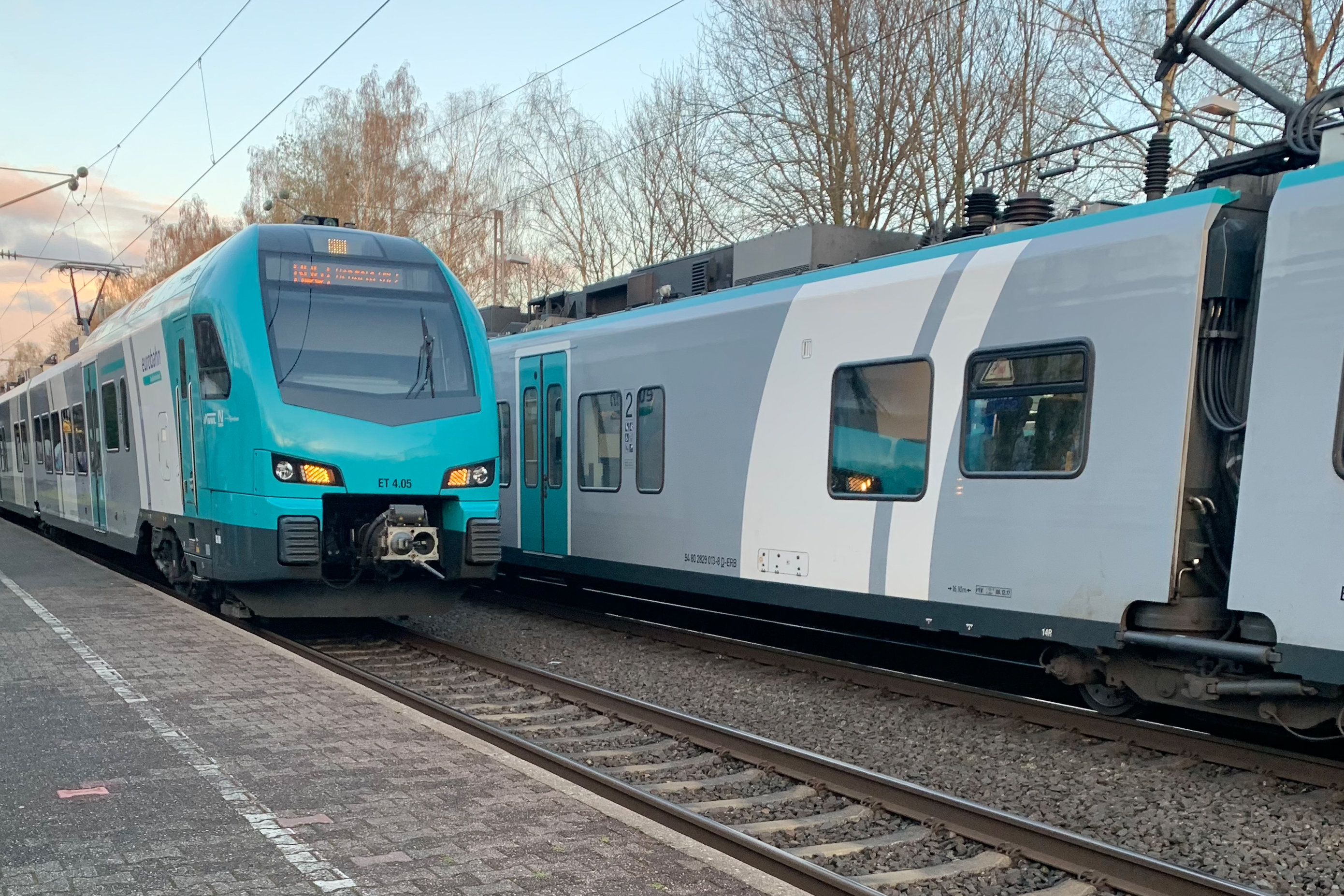
Eurobahn – RB 61 im Bahnhof Schüttorf

Der Bahnhof Schüttorf liegt an der Bahnstrecke Almelo–Salzbergen. Im Schienenpersonennahverkehr verkehrt hier die RB 61 Wiehengebirgs-Bahn (Hengelo–Bielefeld).
| Linie | Verlauf | Takt   |
| ----- | --- | ------ |
| RB 61 | Wiehengebirgs-Bahn: Hengelo – Oldenzaal – Bad Bentheim – Schüttorf – Salzbergen – Rheine – Hörstel – Ibbenbüren-Esch – Ibbenbüren – Ibbenbüren-Laggenbeck – Osnabrück Altstadt – Osnabrück Hbf – Wissingen – Westerhausen – Melle – Bruchmühlen – Bünde (Westf) – Kirchlengern – Hiddenhausen-Schweicheln – Herford – Brake (b Bielefeld) – Bielefeld Hbf Stand: Fahrplanwechsel Dezember 2021 | 60 min |

Der nächstgelegene Fernbahnhof ist der Bahnhof Bad Bentheim mit den grenzüberschreitend verkehrenden InterCitys der Linie 77 von Amsterdam über Bad Bentheim, Osnabrück, Hannover nach Berlin.

#### Busverkehr
Im Straßenpersonennahverkehr verbinden Regionalbuslinien der Verkehrsgemeinschaft Grafschaft Bentheim (VGB) Schüttorf im regelmäßigen Taktverkehr mit Suddendorf, Bad Bentheim, Gildehaus und Gronau sowie mit Quendorf und Isterberg. Ein Anschluss an die von Bad Bentheim über Nordhorn nach Neuenhaus verkehrende Bahnlinie (RB 56) besteht mit einer Linie in Quendorf. Im Übrigen verkehrt ein Bürgerbus von Schüttorf über Samern und Ohne nach Wettringen und umgekehrt.

#### Straßen

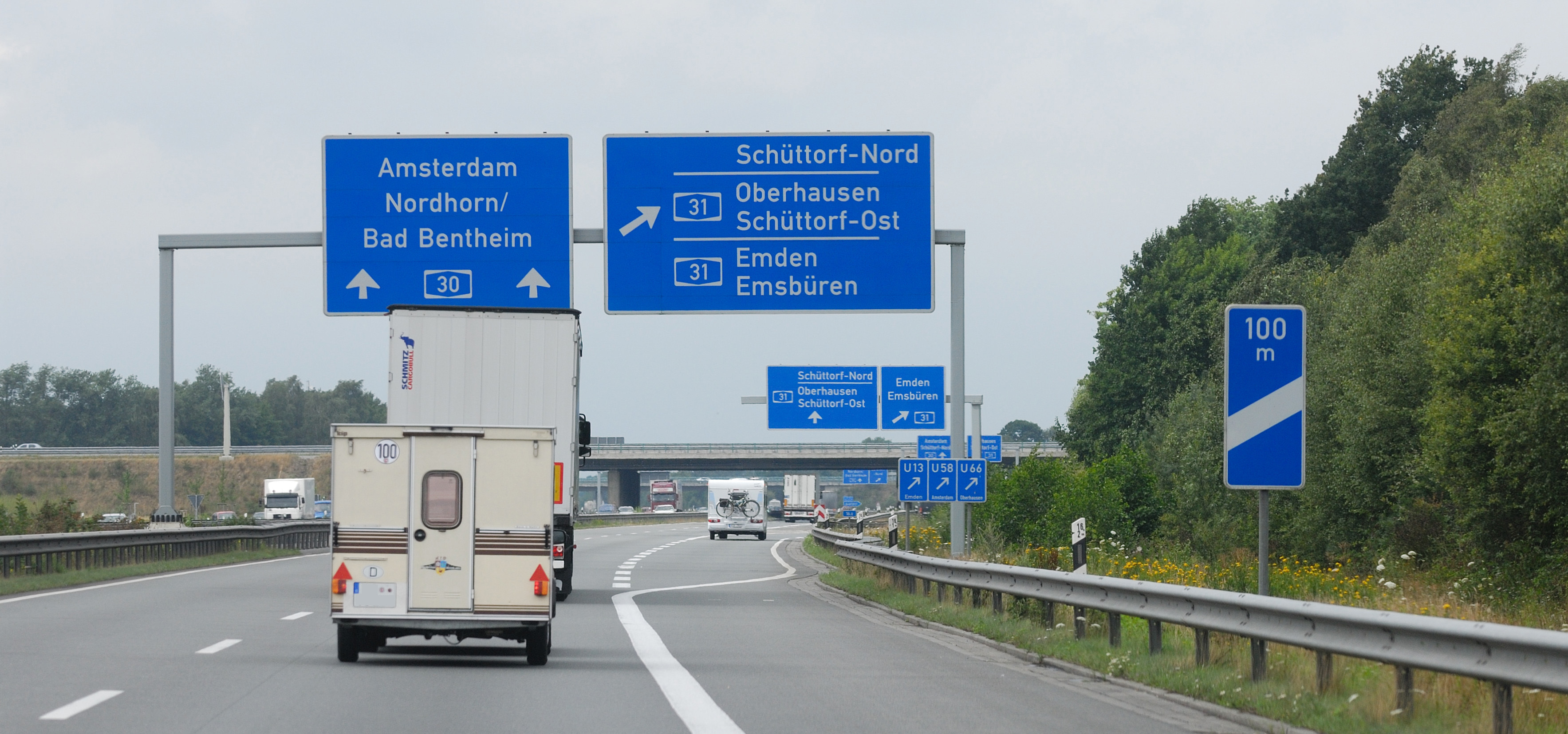
Schüttorfer Kreuz

Im Nordosten von Schüttorf befindet sich das Autobahnkreuz Schüttorf. Dort kreuzen sich die Autobahnen 30 (Bad Oeynhausen–Osnabrück–Bad Bentheim) und 31 (Emden–Bottrop). Schüttorf verfügt über die beiden Autobahn-Anschlussstellen Schüttorf-Nord (A 30) und Schüttorf-Ost (A 31).
Die Bundesstraße 65 (B 65) führte bis in die 1970er Jahre direkt durch die Schüttorfer Innenstadt und über den Marktplatz. Mit dem Bau der Graf-Egbert-Straße wurde eine Umgehungsstraße geschaffen. Im Zuge des sogenannten Kuhm-Durchbruchs wurde die Burg Altena und das kaiserliche Postamt abgerissen. Später ist der Abschnitt der B 65 von der niederländischen Grenze bis Rheine als Landesstraße 39 zurückgestuft worden.

#### Wanderwege
Den Stadtteil Suddendorf durchquert der Töddenweg von Osnabrück über Rheine nach Bad Bentheim, welcher vom Wiehengebirgsverband Weser-Ems betreut wird. Dieser Wanderweg ist Teil des europäischen Fernwanderweges E11 durch die Niederlande, Deutschland und Polen.

### Wirtschaft
Gegen Ende des 19. Jahrhunderts entwickelte sich in Schüttorf eine starke Textilindustrie mit mehreren großen lokalen Unternehmen (Schlikker & Söhne, Gathmann & Gerdemann, G. Schümer & Co. und ten Wolde, später Carl Remy, die heutige RoFa ist keine ursprüngliche Textilfirma, sondern wurde von H. Lammering gegründet und später von Gerhard Schlikker jun., Levert Rost und Wilhelm Edel übernommen. Der Name RoFa resultiert aus den Nachkriegsgesellschafter Rost und Falley), des Weiteren entstand eine Margarinefabrik (Wilhelm Edel & Co.). Schüttorf konnte von dieser Industrialisierung stark profitieren, was sich auch in den Einwohnerzahlen niederschlug (1871: 1692 Einwohner, 1900: 4110). In der Krise der Textilindustrie in den 1970er-Jahren geriet aber auch die Schüttorfer Industrie in eine Krise und nur die Firma Rofa sowie die Firma Schümer Textil GmbH (vormals G. Schümer GmbH & Co. KG) existieren heute noch. Infolgedessen stieg auch die Arbeitslosigkeit und die Steuereinnahmen der Stadt gingen zurück.
Seit der Fertigstellung des Schüttorfer Kreuzes (A 30/A 31) im Dezember 2004 profitiert Schüttorf von seiner verkehrsgünstigen Lage und seiner Nähe zur niederländischen Grenze. Schüttorf hatte zu dieser Zeit ein großes Gewerbegebiet an der Autobahn ausgewiesen und versucht, durch Wirtschaftsförderung Unternehmen dort anzusiedeln. Die Arbeitslosigkeit der Samtgemeinde betrug im Mai 2007 6,7 %, was unter der Arbeitslosenquote Niedersachsens lag, die 8,5 % betrug, aber das Niveau des Landkreises mit 6,1 % übersteigt.

#### Ansässige Unternehmen
Einer der größten Gewerbesteuerzahler in Schüttorf ist seit 1971 die Schweizer Georg Utz GmbH mit etwa 500 Beschäftigten. Das Unternehmen unterhält eine Kunststofffabrik, in der Kunststoffpaletten und Kunststoffbehälter hergestellt werden. Ähnlich groß ist ein Wellpappenformatwerk der Prowell-Gruppe, das 2005 direkt am Schüttorfer Kreuz fertiggestellt wurde. Die Stemmann-Technik GmbH produziert mit etwa 500 Mitarbeitern (Stand 2013) Stromabnehmer für den ICE und andere Züge, Straßen- oder U-Bahnen sowie weiterführende Produkte zur Energie- und Datenübertragung im industriellen Bereich. Mittelständische Unternehmen sind die Arnold Lammering GmbH, eine Großhandlung für Stahl, Sanitär, Heizung und Fliesen mit rund 500 Mitarbeitern, die PigTek Europe GmbH, die Stalleinrichtungen herstellt und die Kortmann Beton GmbH & Co. KG, die Betonteile und Betonsteine fertigt. Bis 2004 beheimatete die Stadt auch ein Kalksandsteinwerk, das aber geschlossen und abgerissen wurde. Die verkehrsgünstige Lage von Schüttorf begünstigt die Ansiedlung von Speditionen und Logistikunternehmen. Es haben sich verschiedenen Unternehmen dieser Branche angesiedelt, wovon derzeit die Rigterink GmbH & Co. KG, die Imperial Chemical Logistics GmbH, die Euregio-Logistik GmbH, die Wanning Spedition GmbH & Co. KG sowie die ECH Euregio Cargo Hub GmbH ansässig sind.
Ein über Schüttorf hinaus bekanntes Unternehmen ist die dänische Tulip Food Company GmbH, die Fleisch- und Wurstprodukte verarbeitet, die sich unter diesem Namen in deutschen Supermärkten finden. Weitere überregional bekannte Firmen sind seit 1821 das Familienunternehmen H. Klümper GmbH & Co. KG und die Klüsta-Schinken Klümper & Stamme GmbH, die Schinkenspezialitäten vertreiben.
Mit dem Index besteht in Schüttorf die größte Diskothek Deutschlands, die mehr als 10.000 Gäste pro Wochenende hat.

#### Stadtwerke

Das Annaheim ein Jahr nach der Eröffnung auf einer Postkarte (1908)

Schon 1896 wurde in der Fabrikstraße ein erstes Gleichstrom-Elektrizitätswerk eingerichtet. Ab 1897 hatte Schüttorf, als eine der ersten Städte im deutschen Reich, eine elektrische Straßenbeleuchtung. Am 1. April 1909 kaufte die Stadt das E-Werk für 110.000 Goldmark, seitdem ist es in städtischer Hand. Bis 1955 wurde das Netz von Gleichstrom auf Drehstrom umgestellt und die Eigenstromerzeugung eingestellt. 1928/1929 erhielt Schüttorf eine städtische Wasserversorgung. Seit dem 28. Dezember 1970 liefern die Stadtwerke auch Erdgas. Zum 1. Januar 2016 fusionierten die Stadtwerke Schüttorf GmbH mit der Energieversorgung Emsbüren (EVE) zur Stadtwerke Schüttorf Emsbüren GmbH (SWSE). Dabei hält die Stadt Schüttorf 83,00 % der Unternehmensanteile. Heute sind neben dem Hallenbad Vechtebad und dem Freibad in Schüttorf auch das Hallenbad Ems Bad in Emsbüren in der Hand der Stadtwerke. Ebenfalls baut und betreibt das Unternehmen ein Breitband-Glasfasernetz in der Stadt Schüttorf und Umgebung. Darüber hinaus besitzen und unterhalten die Stadtwerke die Straßenbeleuchtung in Schüttorf und Emsbüren.

#### Medizinische Einrichtungen
Am 17. Oktober 1904 stiftete der Fabrikant Hermann Schlikker der Stadt 250.000 Goldmark für den Bau eines Krankenhauses. Das Krankenhaus Annaheim mit 40 Betten wurde 1907 eröffnet. Es wurde nach Schlikkers verstorbener Frau benannt. In den 1980er Jahren wurde ein Pflegeheim der evangelisch-reformierten Kirche an das Krankenhaus angegliedert. Das Krankenhaus konnte jedoch nie wirtschaftlich arbeiten und wurde 1996 geschlossen. In dem Gebäude entstand ein Pflegezentrum, zu dem auch medizinische und physiotherapeutische Praxen gehören. Heute praktizieren in Schüttorf elf Ärzte, drei Tierärzte und fünf Zahnärzte.

## Kultur und Sehenswürdigkeiten

### Bauwerke

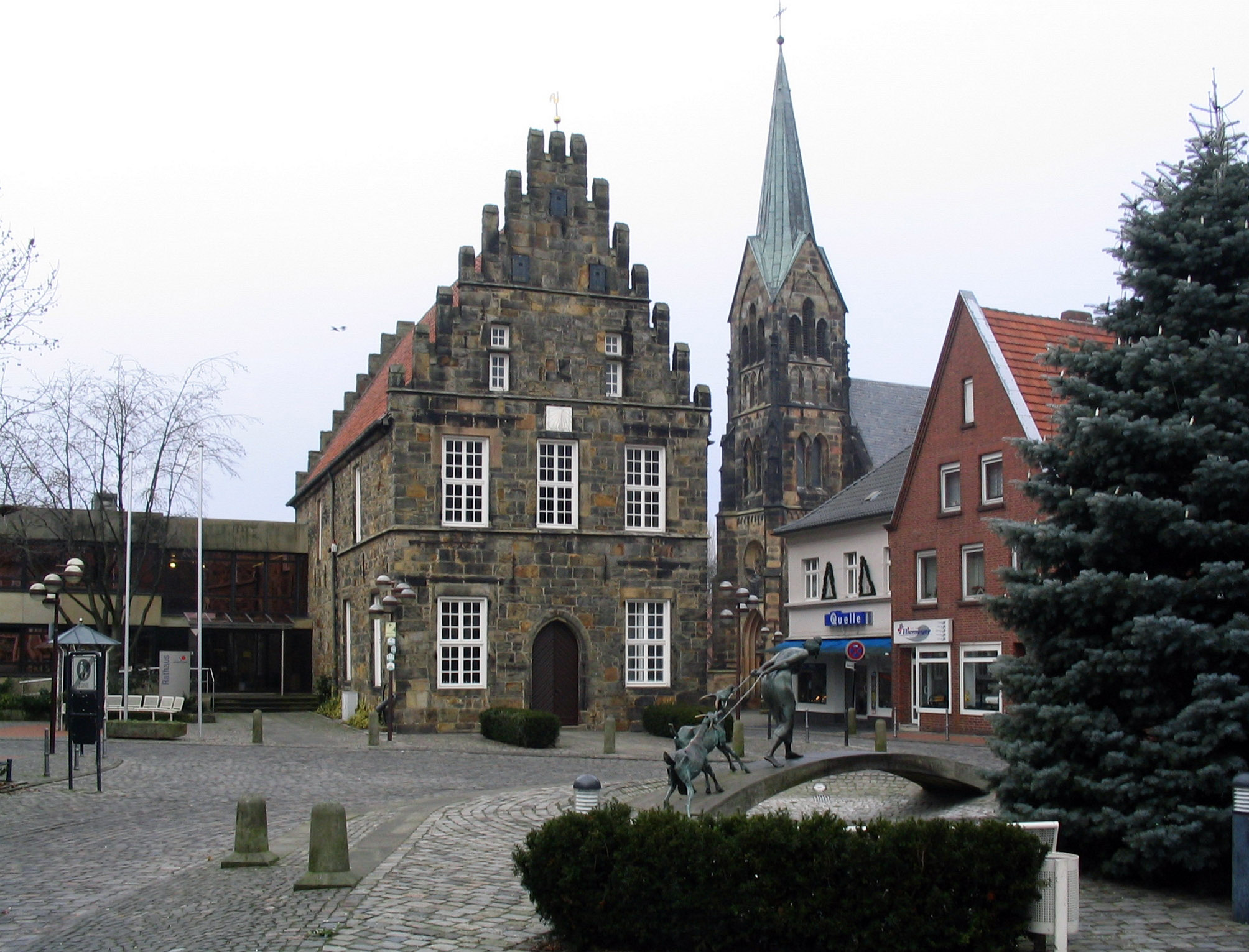
Der Marktplatz der Stadt Schüttorf mit Brunnen, Rathaus und katholischer Kirche

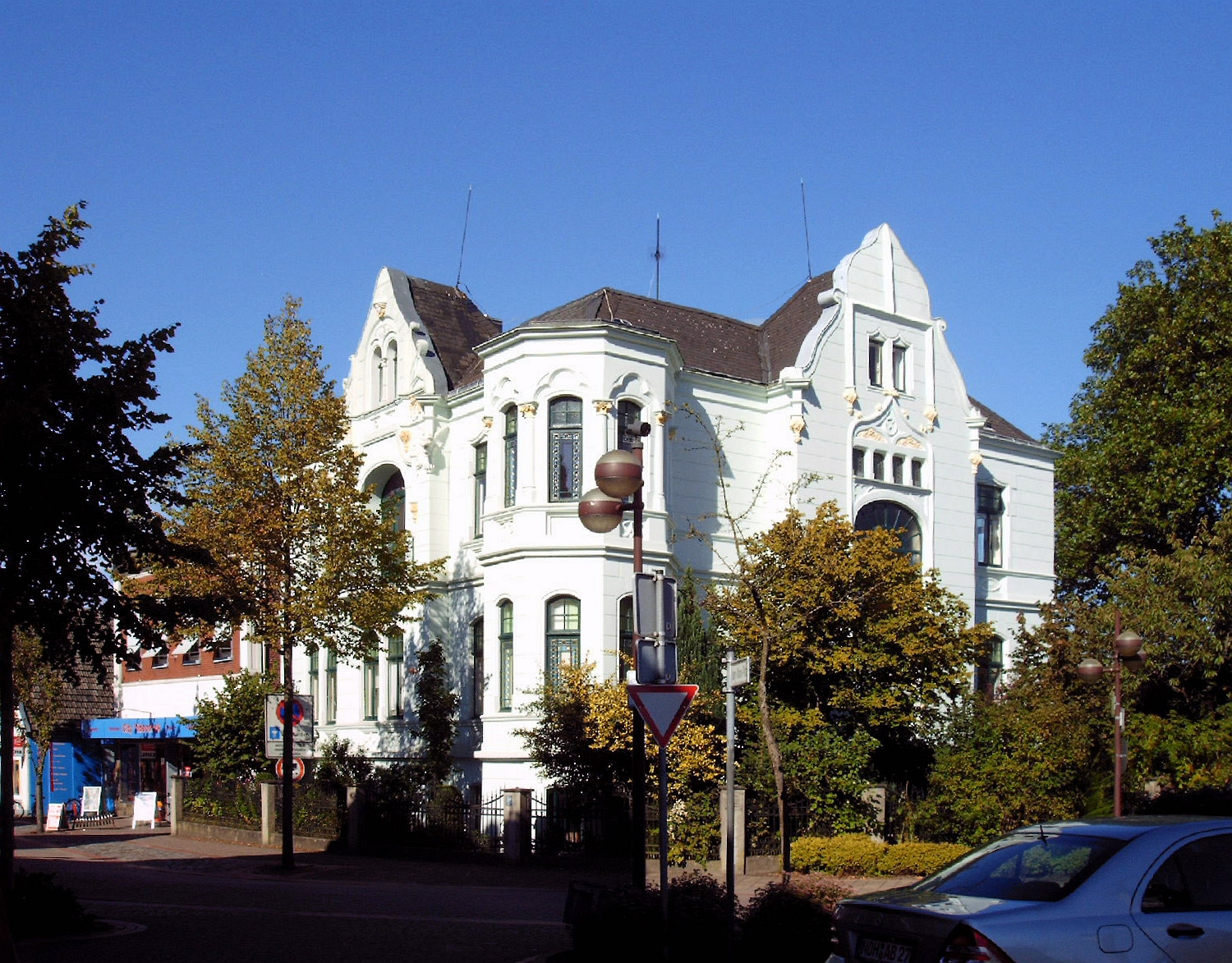
Villa Schlikker aus dem Jahr 1903, Steinstraße

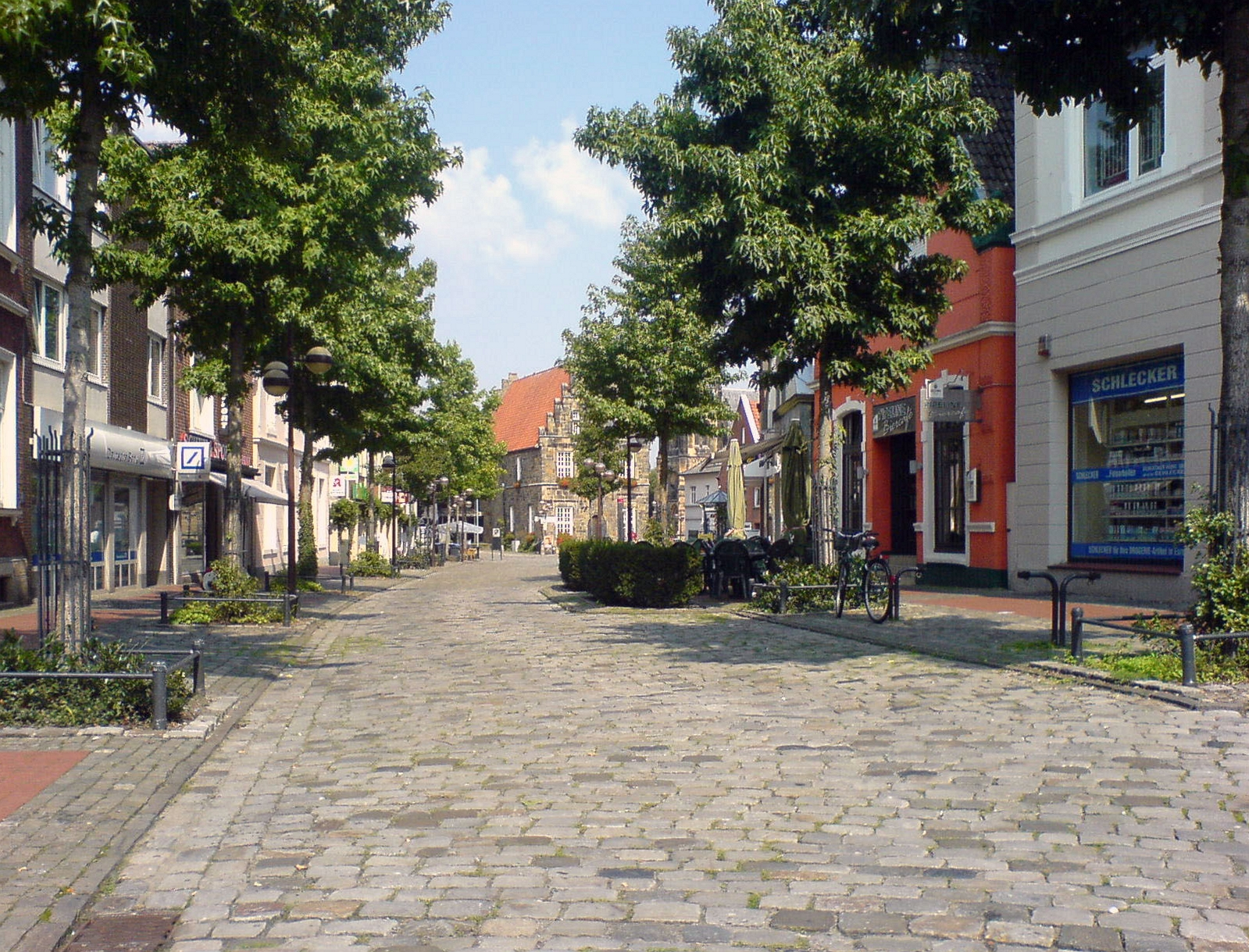
Schüttorfer Innenstadt

Neben der großen Kirche (Evangelisch-reformierte Kirche St. Laurentius) ist vor allem das Rathaus sehenswert, ein zweigeschossiger Quaderbau aus Bentheimer Sandstein mit Staffelgiebel aus dem 15. Jahrhundert, in das die Schüttorfer Elle eingelassen ist, eine 68 cm lange Metallstange, die zur Eichung diente. Auf dem Marktplatz vor dem Rathaus befindet sich eine Bronzestatue einer Frau, die zwei Ziegen führt. Direkt neben dem Rathaus steht die katholische Kirche. Hinter der Kirchschule findet sich die alte Fürstliche Wassermühle aus dem Jahr 1914, sie ist die einzige erhaltene Mühle, von einst vielen Mühlen, in Schüttorf und liegt am Mühlenkolk umgeben von alten Trauerweiden.
In der Innenstadt blieb eine Reihe älterer Wohnbauten erhalten. Ursprünglich waren eingeschossige Fachwerk-Dielenhäuser mit über Knaggen vorkragenden Giebeldreiecken vorherrschend, wie sie heute zum Beispiel noch mehrfach in Quakenbrück anzutreffen sind. In Schüttorf wurden die Fassaden allerdings im Laufe des 18. und 19. Jahrhunderts häufig massiv erneuert. Nach Abbrüchen und Sanierungsmaßnahmen sind nur noch wenige ältere Beispiele vorhanden. Zu erwähnen ist die Stadtapotheke, die ursprünglich aus zwei giebelständigen Einzelhäusern bestand und um 1750 durch Vorblendung einer neuen Straßenfassade zusammengefasst wurden. Der rechte Bauteil ist bereits um 1645 entstanden. Einige ältere Häuser befinden sich in der Steinstraße. Hier ist besonders Haus Nr. 7 zu erwähnen, das im Kern aus dem 17. Jahrhundert stammt. Die Straßenfassade wurde 1827 in den Formen des niederländischen Klassizismus neu aufgeführt. Im Singel (Nr. 1) steht ein Fachwerk-Dielenhaus aus der Zeit um 1600, das heute als Gaststätte genutzt wird. Es gehört zu den ältesten Wohnbauten der Stadt.
Unter den Villen sind drei besonders hervorzuheben. Die Villa Remy in der Bentheimer Straße wurde 1906 in Anlehnung an Bauten des Baumeisters Clemens August von Vagedes erbaut. Vorbild war unter anderem das 1780 für den Pfennigkammersekretär Engelen am Verspoel 11 in Münster errichtete repräsentative Wohnhaus. Die Villa Rost in der Lehmkuhle, auch blaue Villa genannt, stammt aus dem Jahr 1902. Die in der Steinstraße gelegene Villa Schlikker war ein Geschenk des Fabrikanten Herman ten Wolde an seine Tochter Ida und seinen Schwiegersohn im Jahr 1903. Dieses Haus steht insbesondere wegen seiner reichen Innenraumgestaltung im Jugendstil unter Denkmalschutz.

### Schüttrupper Platt
In Schüttorf wird traditionell ein plattdeutscher Dialekt, das Schüttrupper Platt gesprochen. Zur Erhaltung des Dialekts veranstaltet der Heimatverein der Samtgemeinde regelmäßig Veranstaltungen unter dem Titel „Wij kürt ock Platt“. Es gibt eine plattdeutsche Theatergruppe, und es erscheinen auch Literatur und Zeitungsartikel im Dialekt.

### Theater
In Schüttorf ist das Theater der Obergrafschaft beheimatet, das seit 1975 besteht. Hier finden etwa zweimal im Monat Vorführungen statt. Dazu werden sowohl bekannte Künstler eingeladen, als auch Stücke von Schüttorfern eingeübt und gespielt. Bis 2006 gab es im Theater insgesamt 350 Aufführungen mit über 150.000 Besuchern.

### Sport und Freizeit
In Schüttorf gibt es zwei öffentliche Bäder, das Vechtebad, ein Hallenbad, und ein 1935 gegründetes und 1997 saniertes Freibad; aber auch der Quendorfer See als Badesee ermöglicht es, zu baden oder zu schwimmen.
Der größte Sportverein in der Stadt, mit ca. 3.000 Mitgliedern, ist der FC Schüttorf 09. Besonders erfolgreich sind die Fußball-, Handball- und Volleyballabteilung. Die erste Fußballmannschaft der Herren spielt aktuell in der Landesliga Weser-Ems. Im Volleyball spielt die erste Herren-Mannschaft in der 2. Deutschen Volleyball-Bundesliga, Staffel Nord. Die späteren Fußballprofis Simon Cziommer und Cihan Bolat stammen aus der Jugend des FC Schüttorf 09.
Weitere Fußball- bzw. Sportvereine sind u. a. der SC Borussia 26 Schüttorf, der Sportverein Mayis, Motorsportclub Schüttorf und der SV Suddendorf-Samern.
Der Tennisverein TC Schüttorf 85 verfügt über eine eigene 6-Platz-Anlage mit roter Asche und einem Clubhaus; in direkter Nachbarschaft besteht eine kommerziell betriebene 3-Feld-Tennishalle mit einer integrierten Gaststätte. Die Reitsportgemeinschaft Schüttorf e. V. betreibt Dressur- und Springreiten. Ein anderer großer Sportverein ist der Sportfischerverein Schüttorf e. V. mit etwa 760 Sportfischern als Mitgliedern.
Insgesamt verfügt Schüttorf über vier Sporthallen, drei Sportplätze, eine Reithalle, eine Tennisanlage und eine kommerziell betriebene 3-Feld-Tennishalle, eine Bouleanlage mit 32 Bahnen sowie einer beheizbaren 12-Bahnen-Boulehalle, einen Bolzplatz, einen Skateplatz und insgesamt neun Kinderspielplätze. Eine andere beliebte Sportart, vor allem in der kalten Jahreszeit ist das Kloatscheeten, es gibt eine Vielzahl kleinerer privater Clubs, die vor allem im Januar beim Spiel auf den Straßen anzutreffen sind.
Schüttorf verfügt über das Unabhängige Jugendzentrum KOMPLEX Schüttorf e. V.; dort treffen sich nicht nur Jugendliche, sondern es finden auch immer wieder Konzerte statt und es gibt verschiedene Projekte und Arbeitsgemeinschaften für Jugendliche. Der CVJM unterhält in Schüttorf ein Jugendcafé. Es gibt eine Ortsfeuerwehr und eine Jugendfeuerwehr. Darüber hinaus finden sich in Schüttorf drei Brieftaubenzuchtvereine und andere Kleintierzuchtvereine, es gibt vier Gesangvereine, fünf Musikvereine und einige andere Vereine und Gemeinschaften.

### Regelmäßige Veranstaltungen
Eine bedeutende überregional weit bekannte regelmäßige Veranstaltung war das Schüttorf Open Air. Von 1980 bis 1994 fand dieses Open Air regelmäßig jedes Jahr auf den Vechtewiesen in Schüttorf statt. Bekannte Bands waren zum Beispiel The Cure, Depeche Mode, Midnight Oil und Whitesnake. Auch Frank Zappa, Rod Stewart, BAP, Simple Minds, David Bowie, BBM oder Die Toten Hosen traten in Schüttorf auf. Legendär war der Auftritt der Münsteraner Törner Stier Crew, die 1982 Frank Zappa vor 36.000 Zuschauern zur besseren Vorgruppe degradierten. Zunehmend strengere Auflagen der Stadtverwaltung und des Bauamtes erschwerten die Ausrichtung des Festivals. Als diese nahezu unmöglich geworden war, wurde das Schüttort-Open-Air 1993 ins benachbarte Gildehaus verlagert. 1995 gab es dann noch einmal ein Schüttorf Open Air bei Gildehaus, auf dem die Rolling Stones als Hauptakt im Rahmen der Voodoo Lounge Tournee auftraten. Außerdem traten auf: Kid Creole & the Coconuts, Neil Young, The Black Crowes und Willy DeVille. Seitdem existiert dieses Festival nicht mehr und auch der Versuch, es 2004 wiederauferstehen zu lassen, scheiterte. Parallel hat sich in den letzten Jahren das Komplex Open Air in Schüttorf entwickelt, organisiert von der Konzertinitiative Zikadumda des Jugendzentrums Komplex. Bisher spielten dort namhafte Bands wie Blackmail oder 4Lyn, aber auch lokale Gruppen traten dort auf.
Des Weiteren gibt es in Schüttorf drei jährlich stattfindende Schützenfeste verschiedener Schützenvereine – das Bürger-Schützenfest, das Gilde-Schützenfest und das Adler-Schützenfest. Es gibt eine Sommerkirmes auf dem Kuhmplatz sowie im Herbst eine Familienkirmes in der Innenstadt. An jedem Samstag ist in Schüttorf seit 1984 Wochenmarkt.

### Kulinarische Spezialitäten
In Schüttorf wird wie in den meisten ländlichen Gegenden Norddeutschlands eher deftig gegessen. Es ist weit verbreitet, selbst zubereitete Hausmannskost zu essen. Die typischen Gerichte des Nordens werden auch hier gegessen, die beliebteste Beilage ist die Kartoffel.
Eine regionale Spezialität Schüttorfs sind die „Kaneelkökskes“, flache, runde, im Hörncheneisen (Neujahrskucheneisen) knusprig gebackene Küchlein mit leichtem Zimtgeschmack, der von dem kleinen Anteil Kaneelöl herrührt.
„Schümers Korn“ darf, obwohl in der Nachbargemeinde Salzbergen gebrannt, auch als Schüttorfer Spezialität gelten. Die Brennerei Schümer war zunächst in der Innenstadt ansässig und durfte auf Geheiß des Bentheimer Grafen keine eigene Mühle bauen, da der Wind über dem Land Eigentum des Landesherren war. Schümer zog direkt vor die Gemeindegrenzen und betrieb seine dort neu errichtete Mühle dennoch mit „gräflichem Wind“.
Ein Brauch, der in Schüttorf und in der Grafschaft gepflegt wird, ist das Weggenbringen. Wird in einer Familie ein Kind geboren, bringen die Nachbarn und Freunde einen Weggen, ein oft bis zu zwei Meter langes Rosinenbrot, das auf einer Leiter getragen wird. Traditionell wurde der Weggen von den Nachbarn selbst gebacken und mit Schinken und Käse zur Taufe geschenkt. Nach der Taufe wurden er dann verzehrt. Die Weggenkleidung ist das „Holtbeus“, die blaue Arbeitsjacke, mit schwarzer Hose, grauen Socken, Holschen, Zylinder und rotem Halstuch, das durch eine Streichholzschachtel geschnürt wird. Heute wird der Weggen kaum noch freitags vor der Taufe gebracht. Vielfach sind es inzwischen auch nicht mehr Weggen, Schinken und Käse, sondern Bobbycar, Autositz und sonstige Gebrauchsgegenstände, die gebracht werden.

### Liedgut und Lyrik
In den 1920er Jahren dichtete der Schüttorfer Schuhmacher Fritz Lübke ein Lied auf die Stadt, das sich schnell großer Beliebtheit erfreute und in Schüttorf gesungen wurde. Heute kennen nur noch die älteren Bewohner das Lied, dem Lübke den Namen Mein Schüttorf gab.
Durch der Grafschaft grüne Fluren,:

Fließt der Vechte silbern’ Band.

Flüstert leis’ in alten Sagen,

Vom Gescheh’n an früheren Tagen,

Von daheim und Vaterland.

Ob vorbei die alten Zeiten,

Schüttorf bleibt sich ewig treu.

Arbeit schaffen fleiß’ge Hände,:

Einig sind sich alle Stände,

Schätzend beides: Alt und Neu.

Mag’s auch schön’re Städte geben,

Schüttorf ist mein Heimatort,

Nur für Schüttorf woll’n wir leben,

Seinem Wohl gilt unser Streben,

Schüttorf, dauere immerfort! —
Bekannt ist auch das alte Gedicht: Die gläserne Kutsche. Es erzählt von einer gläsernen Kutsche die von vier schwarzen, feuerschnaubenden Hengsten jedes Jahr zur St.-Johannes-Nacht durch Schüttorf gezogen wird:
| De Wiewe, de fröger dat Labben nich löten, de kwammen in de Glaskutsch met Handen und Vöten. Tot Spott van alle. In de Süntjannsnacht wörden se döör de Stroaten van Schüttrup bracht. | (Die Weiber, die das Tratschen nicht lassen konnten, die kamen in die Glaskutsche mit Händen und Füßen. Zum Spott von allen. In der Johannisnacht werden sie durch die Straßen von Schüttorf gebracht.) |

## Bildung

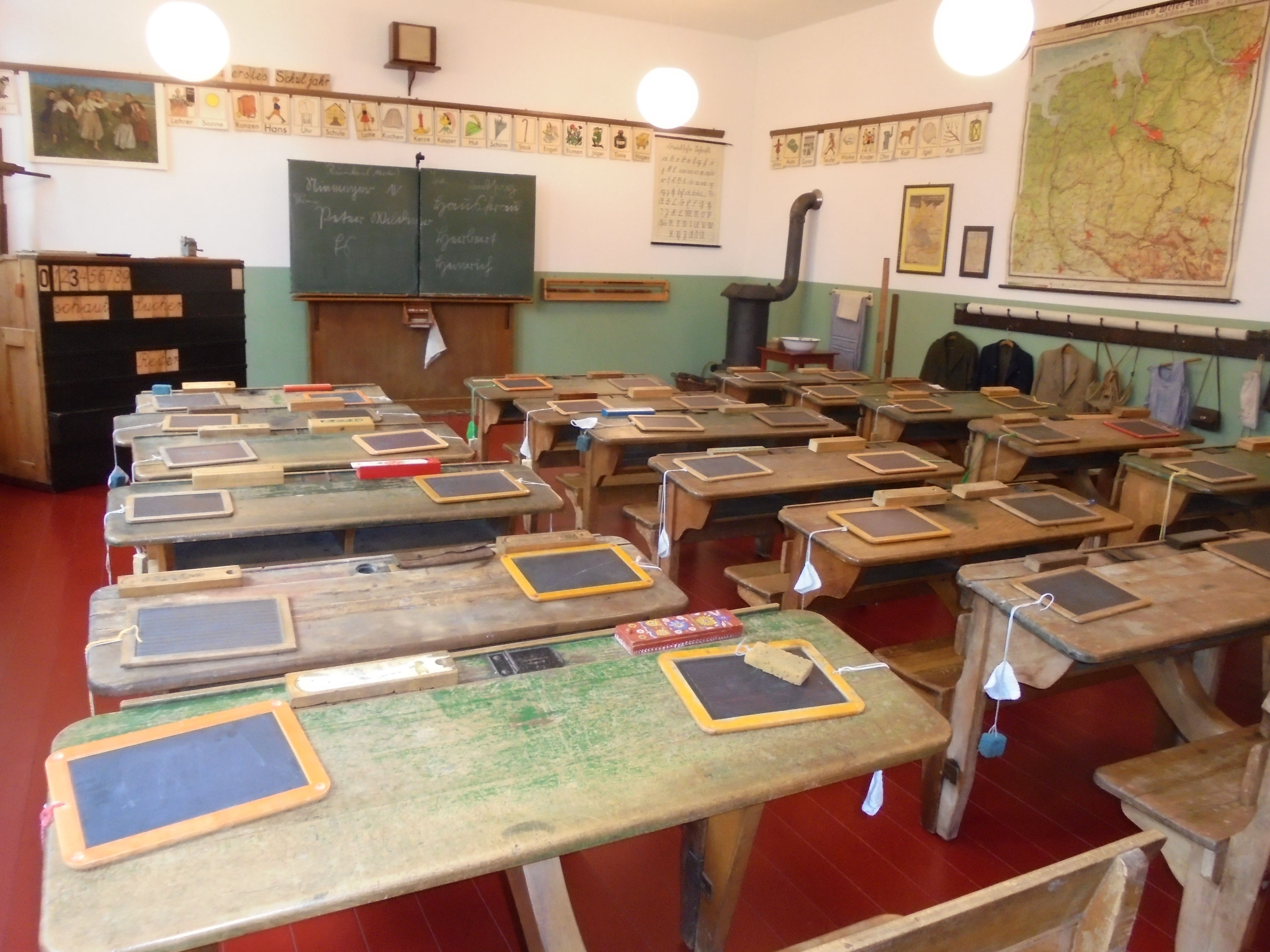
Rekonstruierter Klassenraum im Schulmuseum

In Schüttorf gibt es neben einem Schulkindergarten einen kommunalen Kindergarten sowie zwei Kindergärten in Trägerschaft der evangelisch-reformierten Kirche und einen des Deutschen Roten Kreuzes. Es gibt drei Grundschulen. Bis Juli 2015 gab es auch eine Hauptschule und eine Realschule und bis 2004 eine durch das Land Niedersachsen abgeschaffte Orientierungsstufe. Die Haupt- und die Realschule schlossen sich 2006 an das Ganztagsschulprogramm an und wurden im August 2015 zur Oberschule zusammengefasst.
Die älteste Schüttorfer Schule ist die Kirchschule oder Evangelische Volksschule Schüttorf aus dem Jahr 1608. Die damals als Lateinschule gegründete Schule bot Raum für 200 Grundschüler. Im Juli 2007 zog die Grundschule in das Gebäude der ehemaligen Hauptschule. Das Gebäude Kirchschule ist heute ein Bürgerzentrum mit unter anderem Stadtmarketingverein, Bücherei, Schulmuseum und Musikschule. Auf eine Schulgründung im Jahr 1712 geht die Katholische Volksschule Schüttorf der katholischen Gemeinde zurück, es ist heute die kleinste Grundschule Schüttorfs mit Platz für etwa 200 Schüler.
Die größte Grundschule ist die 1970 gegründete städtische Grundschule auf dem Süsteresch, mit ca. 260 Schülern. Die Grundschule auf dem Süsteresch wurde am 8. Juni 2016 von der Robert-Bosch-Stiftung als „Beste Schule Deutschlands“ mit dem Deutschen Schulpreis 2016 ausgezeichnet. Der Preis ist mit 100.000 € dotiert.
1955 wurde in Schüttorf die Erich-Kästner-Schule, eine Schule für Lernbehinderte, eröffnet; zum Schuljahresende 2017/18 wurde diese Schule geschlossen. Die Hauptschule wurde 1967 gegründet und 2010 in Wilhelm-Busch-Schule umbenannt. Die Realschule entwickelte sich aus der alten Volksschule. Junge Schüttorfer, die das Gymnasium besuchen wollen, haben die Möglichkeit, als Fahrschüler auf eines der umliegenden Gymnasien, vor allem das Burg-Gymnasium Bad Bentheim, das städtische Gymnasium in Ochtrup, das Gymnasium Rheine oder das private Missionsgymnasium St. Antonius in Bardel auszuweichen.
Seit September 2007 besitzt Schüttorf ein eigenes Schulmuseum, das seit Oktober 2012 im Bürgerzentrum Alte Kirchschule untergebracht worden ist.

## Persönlichkeiten

### Ehrenbürger
Der erste und bisher einzige Ehrenbürger der Stadt Schüttorf ist der erste Berufsbürgermeister der Stadt sowie spätere Landrat der Grafschaft Bentheim Franz Scheurmann (* 8. Mai 1892 in Berlin, † 3. Oktober 1964 in Nordhorn), dem die Ehrenbürgerwürde am 8. Mai 1962 verliehen wurde. Im Mai 1957 erhielt er außerdem das Bundesverdienstkreuz am Bande und seit 1966 ist der Dr.-Scheurmann-Platz in Schüttorf nach ihm benannt. Scheurmann setzte sich in seiner Amtszeit vor allem für das Stadtarchiv ein und trug zahlreiche alte Dokumente und geschichtliche Zeugnisse zusammen, die er in zahlreichen Abhandlungen über Schüttorf veröffentlichte.

### Söhne und Töchter der Stadt
Die folgende Übersicht enthält bedeutende in Schüttorf geborene Persönlichkeiten chronologisch aufgelistet nach dem Geburtsjahr. Ob die Personen ihren späteren Wirkungskreis in Schüttorf hatten oder nicht, ist dabei unerheblich. Die Liste erhebt keinen Anspruch auf Vollständigkeit.
- 1425, Johan van den Mynnesten, deutsch-niederländischer Maler und Kupferstecher († 1504)
- 1675, Jodocus Hermann Nünning, Geschichtswissenschaftler und Antiquar († 1753)
- 1733, 30. Juli Mauritz Philipp Katerberg, reformierter Pastor
- 1826, 13. Dezember, Johann Hermann Julius Maekel, Porträt- und Landschaftsmaler († 1919)
- 1873, 11. Dezember, Georg Schümer, Pädagoge, Schriftsteller, Politiker, Landtagsabgeordneter, Friedensaktivist († 1945)
- 1860, 29. März, Arnold Wilhelm Nordbeck, reformierter Prediger († 1948)
- 1886, 25. Januar, Ludwig Sager, Lehrer, Dichter und Heimatforscher († 1970)
- 1912, 2. Februar, Hans Leussink, Bundesminister für Bildung und Wissenschaft (1969–1972) († 2008)
- 1920, 9. Oktober, Gerhard Nordholt, reformierter Theologe und Landessuperintendent der Evangelisch-reformierten Kirche in Nordwestdeutschland († 1994)
- 1948, Herbert Wagner, deutscher Bildungsforscher, Geograf und Historiker
- 1944, 14. März, Friedrich Johannsen, Theologe, Professor in Hannover
- 1952, 12. Januar, Manfred Belok, römisch-katholischer Theologe, Hochschullehrer in Chur
- 1960, 9. Dezember, Niko Paech, Ökonom
- 1964, 31. Mai, Jochen Vogel, Harfenist
- 1967, 22. November, Guido Kerkhoff, Industriemanager

### Persönlichkeiten, die in der Stadt gelebt und gewirkt haben
- 1883, 2. Februar Friedrich Justus Heinrich Middendorff, evangelisch-reformierter Pastor in Schüttorf von 1926 bis 1938, als Gegner des Nationalsozialismus mehrfach inhaftiert, später Kirchenpräsident der evangelisch-reformierten Landeskirche
- 1973, 28. März Spax (Rapper), in Schüttorf aufgewachsen
- 1979, 14. März, Christian Hummert Wissenschaftler und Hochschullehrer, in Schüttorf aufgewachsen
- 1980, 6. November, Simon Cziommer, ehemaliger Fußballspieler, in Schüttorf aufgewachsen
- 1991, 21. April, Cihan Bolat, Fußballspieler, in Schüttorf aufgewachsen
- 1993, 13. April, Gerrit Wegkamp, Fußballspieler, in Schüttorf aufgewachsen
- 1962, 27. November, Daniela De Ridder, Politikerin (SPD), wohnt in Schüttorf